# Az Antarktisz története

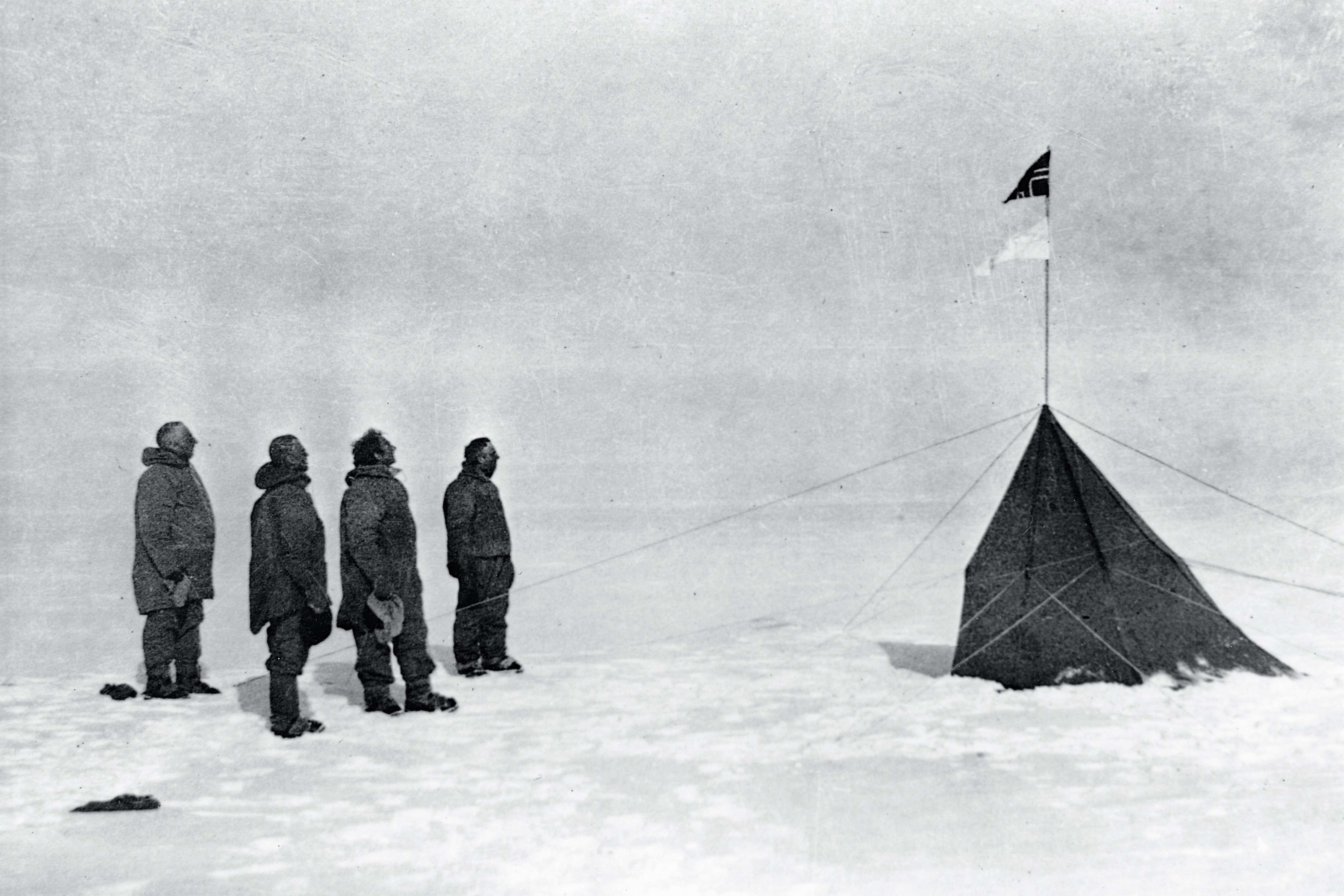
Amundsen expedíciójának tagjai a Déli-sarkon 1911. december 16-án. Balról jobbra Roald Amundsen, Helmer Hanssen, Sverre Hassel és Oscar Wisting. A képet Olav Bjaaland készítette.

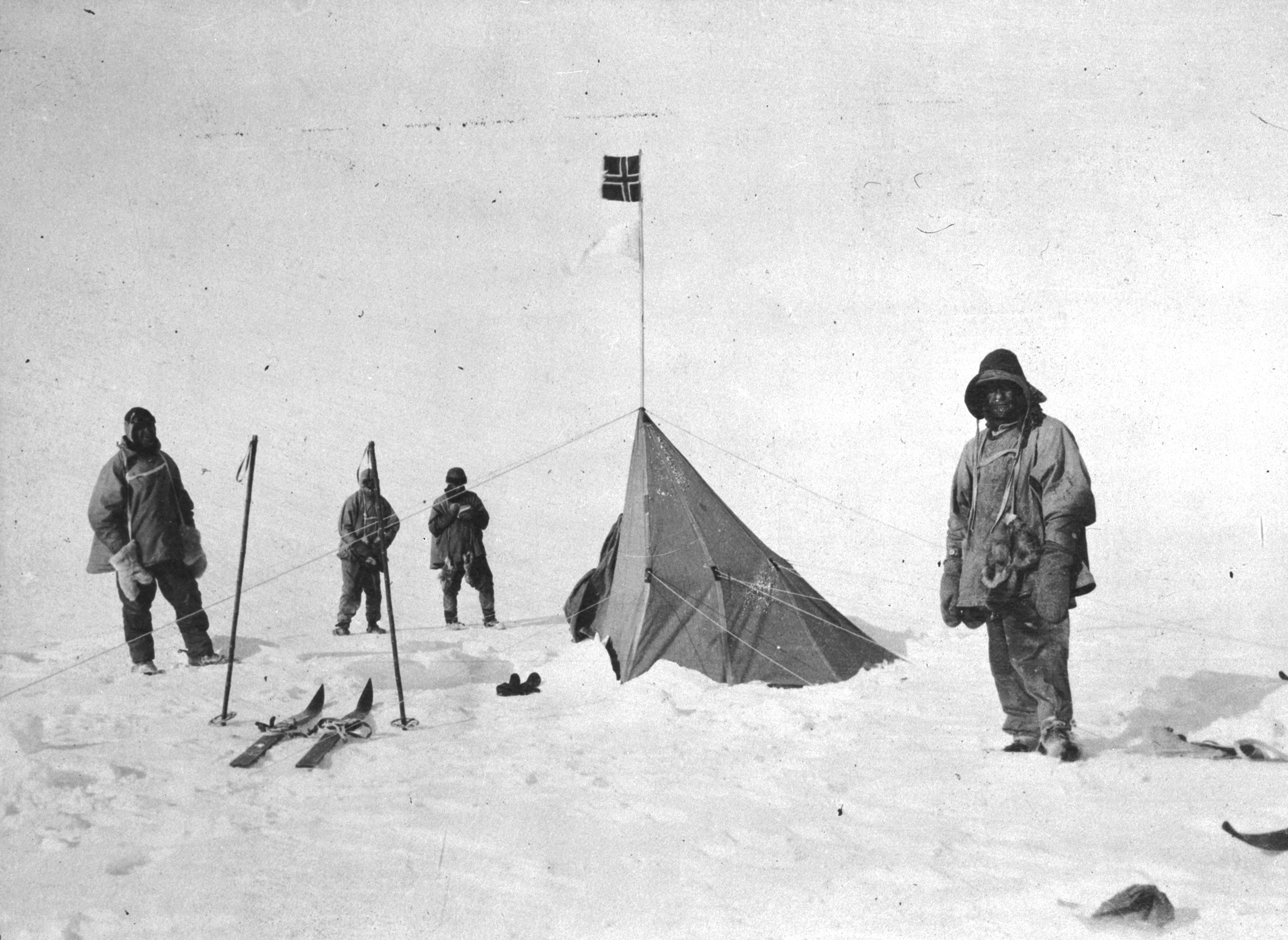
A Terra Nova-expedíció tagjai a Déli-sarkon 1912. január 17-én. Középen Amundsen otthagyott sátra, jelezve, hogy megelőzték őket. Balról jobbra: Robert Falcon Scott, Henry Robertson Bowers, Edward Adrian Wilson és Edgar Evans. A képet Lawrence Oates készítette.

Az Antarktisz a Gondwana őskontinens központi része volt, míg az több részre nem szakadt, és részei jelenlegi helyükre (Dél-Amerika, Afrika, Madagaszkár, India, Ausztrália, Új-Zéland és Antarktisz) nem sodródtak. Az Antarktisz kétszintes kontinens, a kőzetből álló alsó szint 4000-5000 méteres óceáni mélységből emelkedik ki, a második szint az efölött elhelyezkedő, helyenként akár 4000 méteres jégréteg. A jég alatt az Antarktisz nem egységes kontinens, nyugati része szigetekből áll, vagyis a Weddell- és a Ross-tenger között csatorna különítené el a szigeteket a fő szárazföldtől, ha a jég elolvadna.
A kontinens csak alig 300 éve játszik szerepet az emberi civilizáció történetében. Ekkor kezdődött felfedezése, melynek során évről évre közelebb jutottak a kutatók a kontinenshez. A középkori emberek legendákból, homályos elképzelésekből és feltételezésekből indultak ki, amikor térképeiken ábrázolták a földrészt. A 18. században kezdődött meg tényleges kutatása és felfedezése, melynek során James Cook 1773-ban először átlépte a déli sarkkört. A kontinens első jelentősebb felfedezői Bellingshausen és Ross voltak a 19. század elején-közepén. Tudományos vizsgálata a 20. század elején kezdődött, amikor Scott, Shackleton és más neves felfedezők komolyabb expedícióikat indították. A déli mágneses sark felfedezése 1909-ben, a földrajzi Déli-sark felfedezése 1911-ben történt meg. Ez utóbbit a norvég Roald Amundsen, majd 1 hónappal később az angol Robert Falcon Scott hajtották végre. Az első világháború után repülős felfedező és térképező utak vették kezdetüket Byrd és Ellsworth vezetésével. A második világháború után kezdtek kiépülni a modern kutatóállomások, elsőként – azok között, melyekben egész évben kutatómunka zajlik – az ausztrál Mawson kutatóállomás kezdte meg működését.
1959-ben írták alá az Antarktisz-egyezményt, mely deklarálja, hogy a kontinensen csak békés kutatómunkát lehet végezni, katonai tevékenység, valamint a terület gazdasági kiaknázása tilos. Az 1950-es évektől kezdődően a turizmus is fejlődésnek indult.

## Az ókor
Az első feljegyzés - amit ismerünk - hogy Afrika alatt egy Terra Australisnak, egy déli földnek kell elterülnie, kelet-nyugati irányban, a Kr. e. 4. században jelenik meg először a görög khioszi Theopomposznál (Kr. e. 380 – 315). Később más íróknál ismételten találkozunk vele. Még egy olyan tekintély, mint a Déli-földet tagadó Ptolemaiosz sem tudta megakadályozni, hogy a Terra Australis újra meg újra felbukkanjon a térképeken.

## Középkor

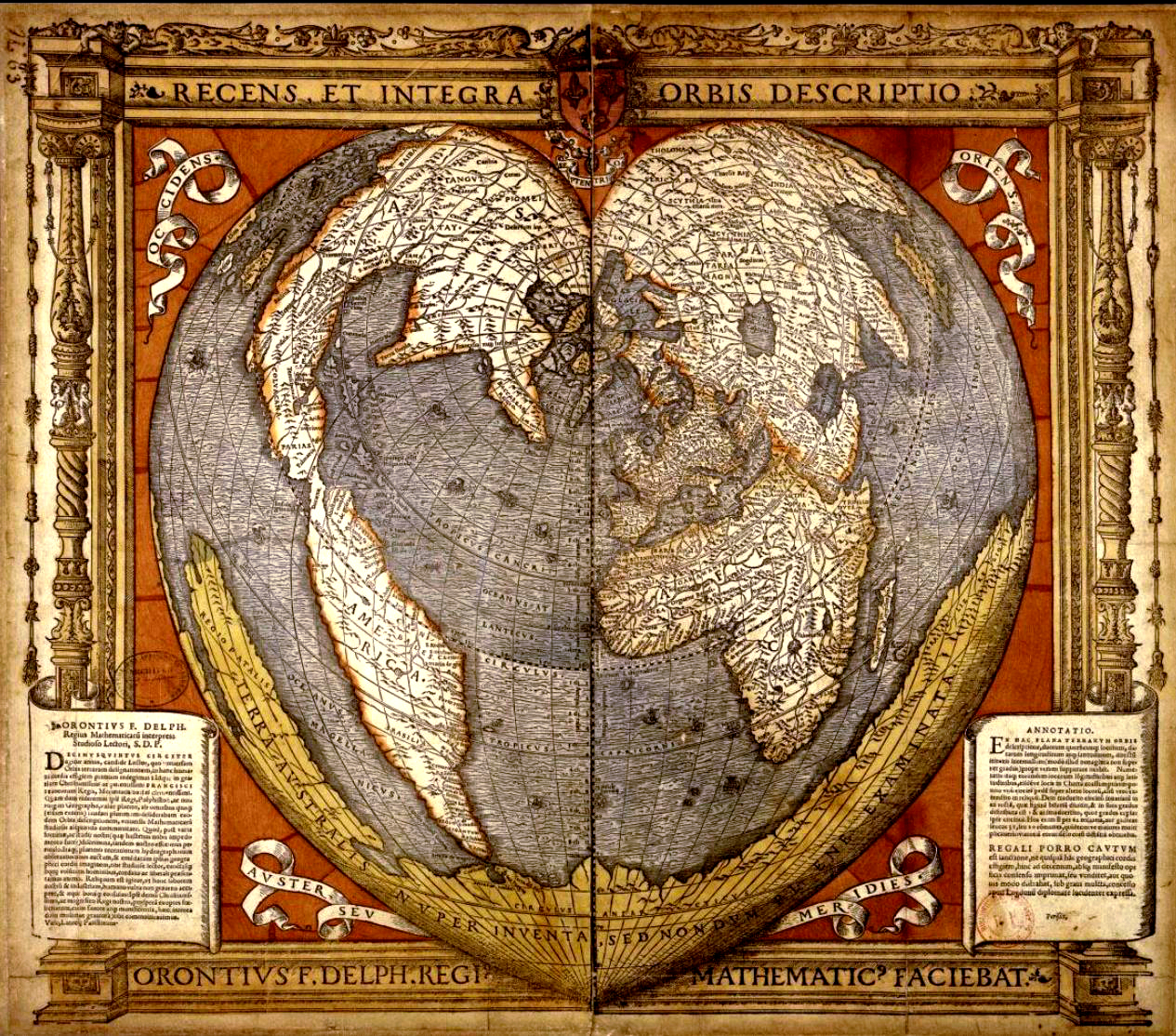
Oronteus Fineus francia térképész világtérképén megjelenik az Antarktisz, 1500-as évek eleje

A Rarotonga-szigeten polinézek élnek. Legendáik szerint őseik egy csónakkal utaztak a tengeren, amelynek Te-ivi-o-atea volt a neve. Ezen az úton messze délen „nagy fehér sziklákat” pillantottak meg. A nemzedékváltások alapján visszaszámolva az időt, valószínű, hogy ez az esemény 650 körül történhetett, a nagy fehér sziklák pedig valószínűleg a tengerben úszó jéghegyek lehettek.
Az európai emberek számára a déli sarkvidék a polinézek legendáinál is bizonytalanabb elképzelésekben létezett, de ezek makacsul tartották magukat évszázadokon keresztül, és számos középkori térképen fennmaradtak. Ortelius 1570-ből származó térképén, a Theatrum Orbis Terrarum nevű kiadványában Terra australis nondum cognita néven húzza meg az elképzelt déli földrész határát az egész föld körül. A területet messze északra is kitolja annyira, hogy az kétszer is átlépi a Baktérítőt.

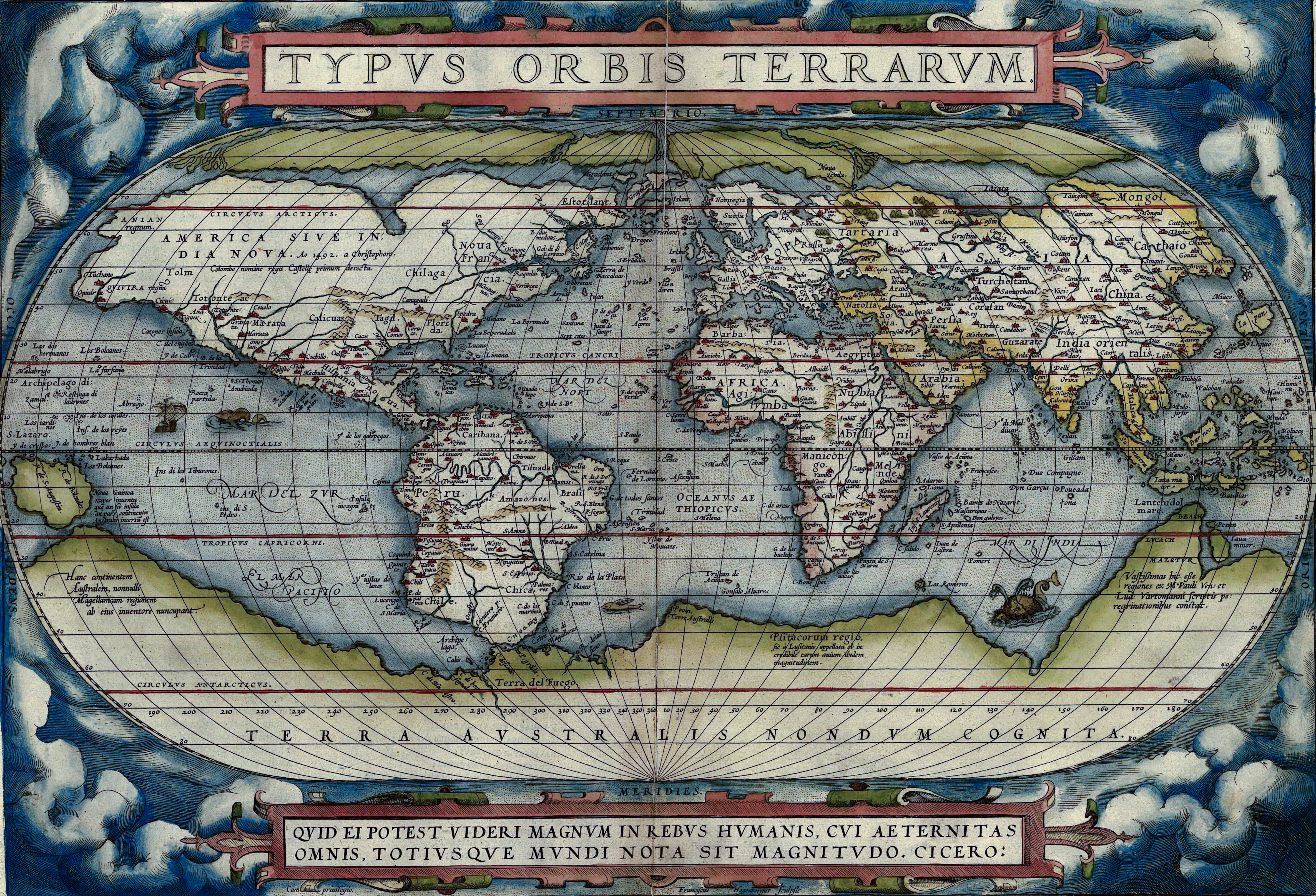
Abraham Ortelius 1570-ben készült világtérképe. A déli földrészről szóló mondák alapján sok középkori térképen jelenik meg egy elképzelt kontinens az Antarktisz helyén. Itt szárazföldi kapcsolata van Dél-Amerikával.

Mercator kiadványai ezt a határt meglehetős pontossággal követik egészen 1623-ig, amikor Jodocus Hondius jelentetett meg egy térképet Amszterdamban, bár már korábban, Richard Hakluyt 1599-es térképén elhagyta a Terra Australist, mint nem hitelesített helyet. Ennek ellenére a fiktív partvonal több későbbi térképen is megjelent. Ezekben az időkben az volt az általános álláspont, hogy az északi félteke szárazföldjeit a déli féltekén feltétlenül ellensúlyoznia kell egy nagy terjedelmű szárazföldnek.
A déli sarkvidék viszonyairól az első ismertetést valószínűleg Amerigo Vespucci szolgáltatta, aki egy portugál expedíció tagjaként járta végig Brazília partjait, majd a partoktól messze délre eltérve leírtak egy szigetet, amelyről feltételezik, hogy Déli-Georgia szigete lehetett. Vespucci leírása szerint „Sziklás part, kikötő és lakosok nélkül. Megértem ezt, mert a hideg oly nagy, hogy hajóinkon senki sem szenvedheti el.”  Ugyanezekben az időkben Ortelius Ludovico di Varthema, itáliai utazó elbeszélésére hivatkozik, aki 1506-ban egy jávai hajóskapitánnyal együtt utazott, és aki elmesélte neki, hogy egy Jávától messze délre elterülő helyen járt, ahol a nappal csak 4 órás és amely hidegebb, mint a világ bármely része.
Amikor Magellán 1519–1522 között körülhajózta a Földet, és felfedezte Tűzföldet, felmerült a gondolat, hogy az a vidék nyilván része a Terra Australisnak.

## 17. század
1605-ben indult útnak Pedro Fernandez de Quiros a perui Callaóból, hogy III. Fülöp megbízása szerint foglalja el a déli kontinenst és a lakóit térítse meg. Quiros az előírásoknak megfelelően 1 hónapig követte a nyugat-délnyugati irányt, de a déli szélesség 26°-ánál nyugat-északnyugatnak fordult és felfedezte az Új-Hebridák szigetcsoport legnagyobb szigetét, amelynek az Australia del Espiritu Santo nevet adta abban a hitben, hogy az a déli kontinens része, amelyen a Déli-sark is elhelyezkedik, és lefoglalta Spanyolország részére.
Két holland, Willem Schouten és Isaac Le Maire 1616-ban tett utat, amelynek nyomán megerősítették Drake 1577-es felfedezését, aki akkor Tűzföldnek a Déli-sarkhoz legközelebb eső fokához ért. A hollandok bebizonyították, hogy az Atlanti- és a Csendes-óceán a Horn-foktól délre találkozik.
Abel Tasman szintén a déli kontinenst kereste, amikor 1642-ben felfedezte Tasmaniát és Új-Zéland északi szigetét. Ezzel a felfedezéssel bizonyította, hogy az 50. szélességi körön túl, sem az akkor még Új-Hollandiának nevezett Ausztráliától délre nincs kontinens. Mivel az információáramlás lassú volt ebben a korban, a Wells által 1660-ban kiadott térképen még az áll, hogy „Új-Hollandiát az ismeretlen déli kontinens részének tartják.”

## 18. század

### A titokzatos déli kontinens

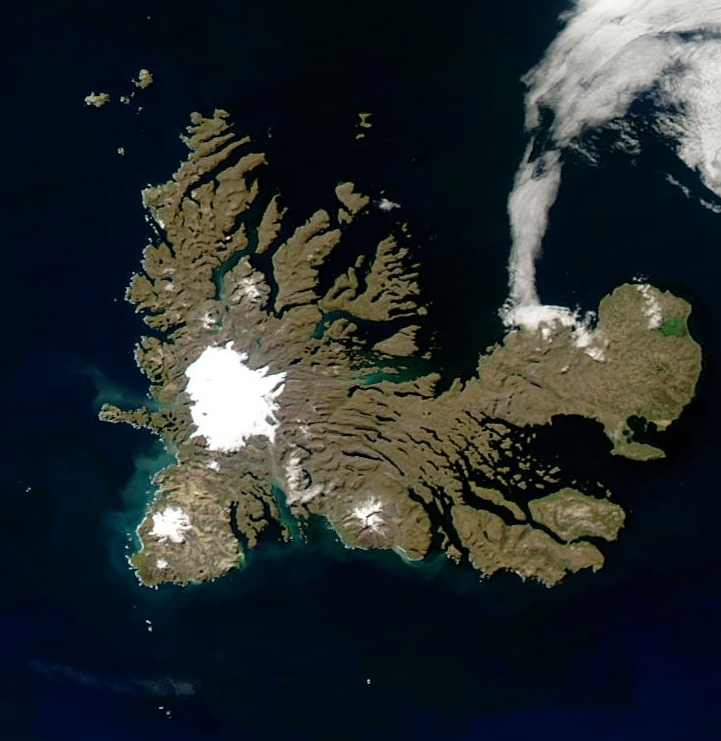
A Kerguelen-szigetek egy NASA-felvételen

Ezek az utak bátorították a többi ismert és ismeretlen hajóst, akik egyre magasabb szélességi fokokra jutottak, és elérték a 62-63. fokot is. Első ízben fordult elő, hogy úszó jéghegyekkel találkoztak. Az utak által szállított ismeretek révén a nagy déli kontinensbe vetett hit csökkent, de ennek ellenére még a 18. században is sok expedíció indult a felkutatására.
Közülük a francia Jean-Baptiste Bouvet vezette expedíció 1739-ben felfedezte a Körülmetélés fokát. De fontos felfedezésnek számított még a Crozet-szigetek, Bouvet-sziget és a Kerguelen-szigetek felfedezése is, amelyben szintén Bouvet, Marion du Fresne és Yves-Joseph de Kerguelen-Trémarec vettek részt. Ezeket a szigeteket akkoriban a déli kontinens részeinek vélték.
Ennek az évszázadnak a második felében egyre több olyan utazó kelt útra, aki útjaival és felfedezéseivel nem a megbízója vagy saját vagyonát kívánta növelni, hanem pusztán a felfedezés öröméért dolgozott. Ez az új irányvonal főleg Franciaországban és Angliában hódított, Marion du Fresne-t és Kerguelent már szakemberek csoportja kísérte útjaikon az 1771–1772. években. A szakértők egyetlen feladata a bejárt útvonalak tudományos feltárása volt.

### James Cook

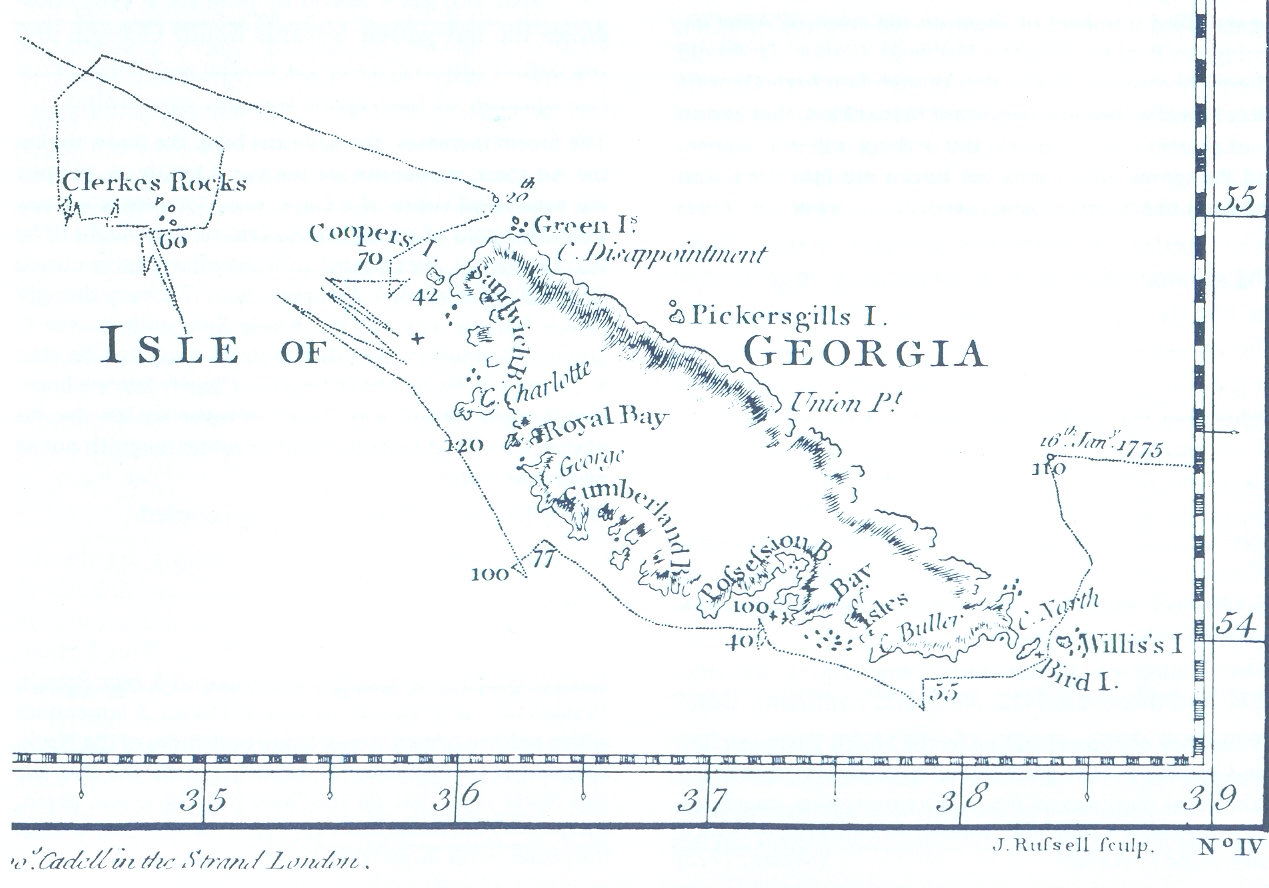
James Cook 1777-es térképe a Déli-Georgia szigetről

Az utazók közül a legtöbb eredményt az angol James Cook érte el. Cook a 18. század legjelentősebb földrajzi felfedezője, nevéhez fűződik Ausztrália és Óceánia felfedezésén túl az Antarktisz első körülhajózása is, melynek során a még mindig titokzatos földrészt tágan behatárolta.
Cook 1772 nyarán indult második föld körüli útjára az angliai Plymouthból. Két hajója volt: a Resolutiont maga vezette, míg az Adventure-ön Tobias Furneaux volt a parancsnok. Először a már felfedezett Körülmetélés fokát kereste, amelyről azt hitték, hogy a déli kontinens egyik kiszögellése, de nem találták meg. A felderítést nem hagyták abba, és a keleti hosszúság 39°-a mentén továbbhajóztak délnek. 1773. január 17-én, a hajózás történetében először - átlépték a déli sarkkört. Sokkal messzebb már nem jutottak, mert 67°15'-nél tömör jégmező állta útjukat.
Ezután visszafordultak, és a franciák által felfedezett Kerguelen-szigetek keresésére indultak, azonban a két hajó elvesztette egymást, és legközelebb csak Új-Zélandnál találkoztak. 1773 közepén a hajók a polinéz szigetvilágban jártak, majd ismét szétszakadtak. Emiatt Cook kapitány csak a Resolutionnel vágott neki 1773 novemberében az Antarktisz csendes-óceáni oldalának felderítéséhez. Ezen az úton már kétszer is sikerült átszelnie a déli sarkkört, sőt a 109° nyugati hosszúsági fokon kb. 200 kilométerre megközelített Antarktisz sziklás partjait, a Thurston-szigetet, bár erről Cook semmit sem tudott, mivel csak az összefüggő jégmezőt látta. Útjának legdélibb pontja a 71° 10' déli szélességen volt.
Miután véget ért a tél, 1774 végén újabb nagy utat tett meg az antarktikus tengereken. Ezúttal ismét a Körülmetélés fokát kereste, helyette azonban felfedezte a Déli-Georgia-szigeteket és a Déli-Sandwich-földet. Több mint 3 évnyi bolyongás után tért vissza Angliába. Az Antarktisz körüli útjának tapasztalatait így foglalta össze:
„Nem vonom kétségbe, hogy a sark közelében lehet kontinens vagy jelentékeny földrész... Ez azonban természettől örök hidegre kárhoztatott, a napsugarak melegét nélkülöző föld...”
Cook útjának jelentősége azért nagy, mert felszámolta azt a téveszmét, hogy a messzi déli kontinens egy termékeny és népes vidék, és kimutatta, hogy ha van is ilyen szárazföld, az csak kopár és hideg, jég és hó borította vidék lehet. Ő írta le először az antarktikus jéghegyek és jégtáblák sajátosságait is.

## 19. század

### Orosz kutatóút

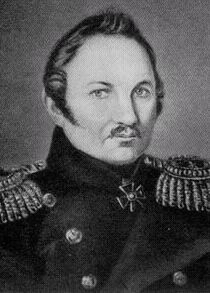
Fabian Gottlieb von Bellingshausen

Cook semmit sem látott az új kontinens partjaiból. A szárazföldet elsőként egy orosz expedíció tagjai látták meg mintegy 50 évvel később.
Az oroszok is két hajót indítottak útnak, a Vosztokot és a Mirnijt. A parancsnok a balti német származású Fabian Gottlieb von Bellingshausen lett, aki a Vosztok kapitánya volt. A Mirnij parancsnoka Mihail Lazarev lett. 1819 közepén indultak útnak Kronstadtból.
Ugyanezen év decemberében meglátták a Déli-Georgia és Déli-Sandwich-szigeteket, és feltérképezték a partjaikat. Ezután a Déli-sark felkutatására indultak. A sarkkört átlépve 1820. január 26-án elérték a 69° 23' déli szélességet. Az oroszok mintegy 40 kilométerre lehettek ekkor a kontinenstől. A partot 1930 februárjában a norvég Hjalmar Riiser-Larsen térképezte fel hidroplánról, aki Márta svéd hercegnőről, Márta hercegnő-partnak nevezte el.
Bellingshausen további két alkalommal próbált behatolni a jég birodalmába, de az akkori hajók nem tudtak megbirkózni az időjárási viszonyokkal és a jéggel. Az antarktikus nyár igen rövid, így egy hajóúttal nem tudták körbejárni a kontinenst, így hasonlóan Cookhoz, a telet Óceániában töltötték. Az expedíció 1820 novemberében indult második útjára Sydney-ből.
Kelet felé hajózva folytatták az utat, és négy próbálkozásból háromszor sikerült átlépniük a sarkkörön. Az utolsó kísérlet során felfedeztek egy szigetet, amelyet Nagy Péter cárról, I. Péter-szigetnek neveztek el, hat nappal később pedig egy magas hegyláncot pillantottak meg, amelynek az I. Sándor-föld nevet adták. Erről sokáig úgy hitték, hogy félsziget, de 1946-ban egy kutatócsoport kimutatta, hogy sziget, csupán vastag jégtakaró kapcsolja a szárazföldhöz. Az utókor az Antarktiszt körülölelő Déli-óceánnak ezt a részét Bellingshausen-tengernek nevezte el.
Bellingshausen folytatta útját a Drake-átjárón keresztül. Átkutatták a Déli-Shetland-szigeteket, és orosz nevet adott nekik, de ezek a nevek feledésbe merültek, mert a Dél-Amerika felől érkező fóka- és bálnavadászok a saját elnevezéseiket használták.

### Vadászok nyomában
A 19. század első felében a déli tengereken nagy bálna- és fókavadászatokat rendeztek, ezekre egész iparág települt rá. 1840-ben már több mint 400 hajó vadászott az állatokra. Az iparág 50 éven keresztül virágzott egészen addig, míg az állatállomány a kihalás szélére nem került.
Az angolok szerint az ő honfitársaik, William Smith és Edward Bransfield pillantották meg először az Antarktiszi szárazföldet. Smith a Horn-fokot akarta megkerülni egy teherhajóval, de délnek sodródva szárazföldet pillantott meg. Jelentést tett a Brit Tengernagyi Hivatalnak, amely 1820-ban az Andromache nevű hajót küldte ki Valparaisóból, felderítésre. Ennek a parancsnoka volt Bransfield, és az úton vele tartott Smith is. A kettejük által felfedezett partot a tengernagyi hivatal első lordjáról nevezték el Graham-földnek.
Az amerikaiak azonban kétségbe vonták, hogy Bransfield és Smith földet láttak volna, szerintük csupán egy szigetet fedeztek fel, így ők a szintén amerikai Nathaniel Palmernek hittek, aki Hero nevű hajójával fókavadászat közben "hitelt érdemlően" pillantotta meg a kontinenst a Deception-sziget közelében. Ennek alapján az angolok Graham-földnek, az amerikaiak Palmer-földnek nevezték el ugyanazt a félszigetet. Később, a viták elkerülése érdekében a semleges Antarktiszi-félsziget nevet adták a helynek, amely ma is ezen a néven szerepel a térképeken.

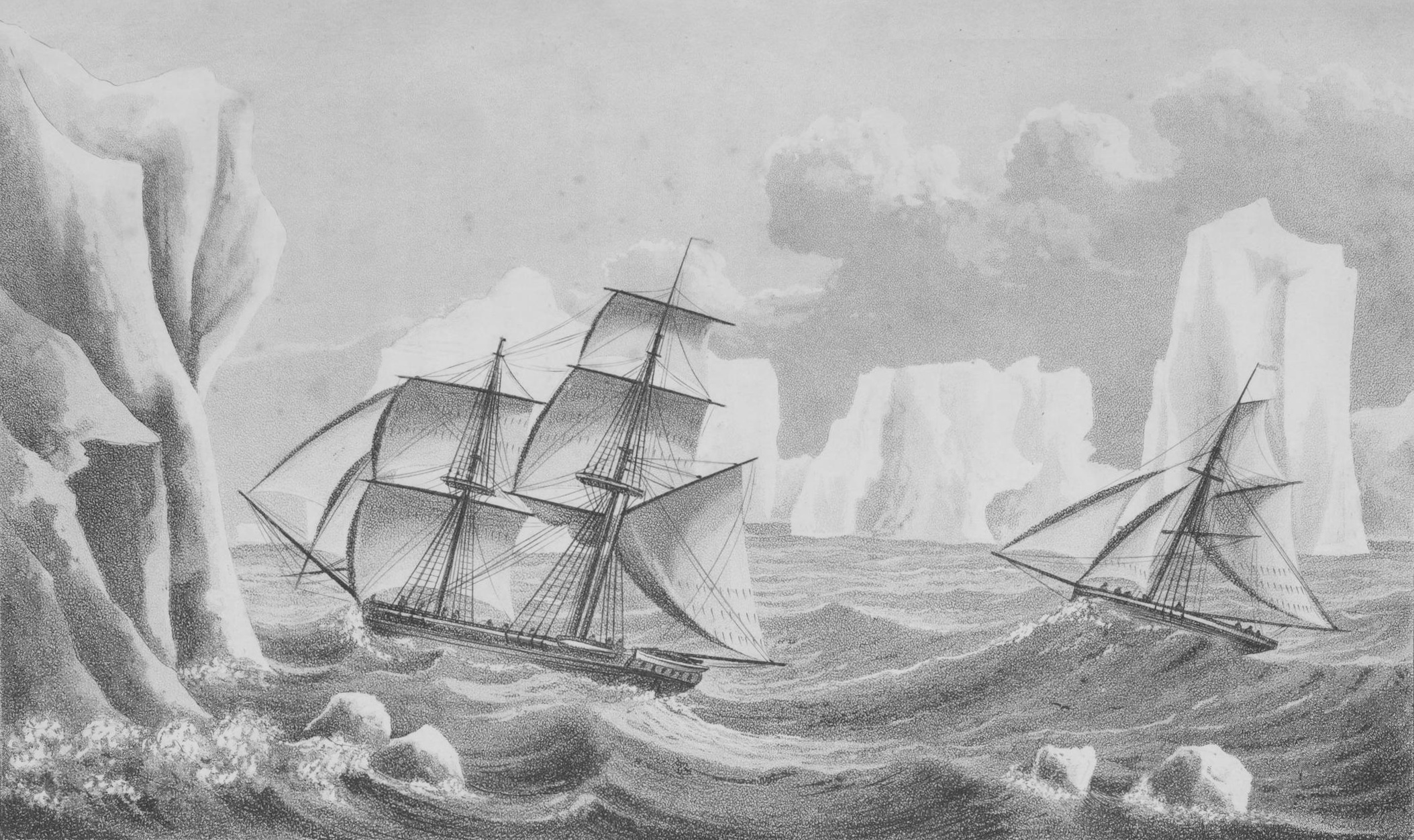
James Weddell hajói, a Jane és a Beaufoy

1823-ban egy James Weddell nevű angol bálnavadász Jane és Beaufoy nevű hajóival járta az antarktiszi vizeket. A nyugati hosszúság 32. fokánál lépte át a déli sarkkört, és átvergődve sok jéghegy között nyílt vizet fedezett fel, ezen keresztül a déli szélesség 74° 15'-éig hajózott. Mivel ettől a ponttól délre nem látott mást, csak ezt a vizet, és mivel fogytán voltak a készletei, visszafordult. Húsz éven keresztül ez volt a legdélibb pont, amit a kutatók elértek. A vizet később róla nevezték el Weddell-tengernek.
Az Enderby fivérek ösztönzésére, akik egy brit bálnavadász-társaság vezetői voltak, egyre több hajó végzett a vadászaton kívül földrajzi megfigyeléseket, felfedezéseket is. Ennek eredményeképpen 1831-ben felfedezték az Enderby-földet, a felfedező John Biscoe volt Tula és Lively nevű hajóin. A déli sarkkört a nyugati hosszúság 2. fokánál lépte át, és kelet felé hajózva 1831. február 25-én jégfalhoz ért a déli szélesség 66° 2'-ének, és a nyugati hosszúság 43°-ának metszéspontján. A telet ezután Új-Zélandon töltötte, majd újra délnek hajózott, és felfedezte a Graham-földet, amelyet ma Antarktiszi-félszigetnek hívunk.
1833-ban Peter Kemp a Kemp-partot fedezte fel az Indiai-óceán felőli oldalon. 1839-ben bukkant rá a Balleny-szigetekre John Balleny, Sabrina és Eliza Scott nevű hajóin. Ő a keleti hosszúság 177. fokán és a déli sarkkörön áthaladva nem keletnek, hanem nyugatnak tartott. Február 9-én fedezte fel a róla elnevezett szigetcsoportot. Innen előbb északnyugatnak majd délnek fordult, és a 64° 58', és a keleti hosszúság 121. fokán fedezte fel a Sabrina-partot.

### Kormányexpedíciók

#### D’Urville és Wilkes útjai

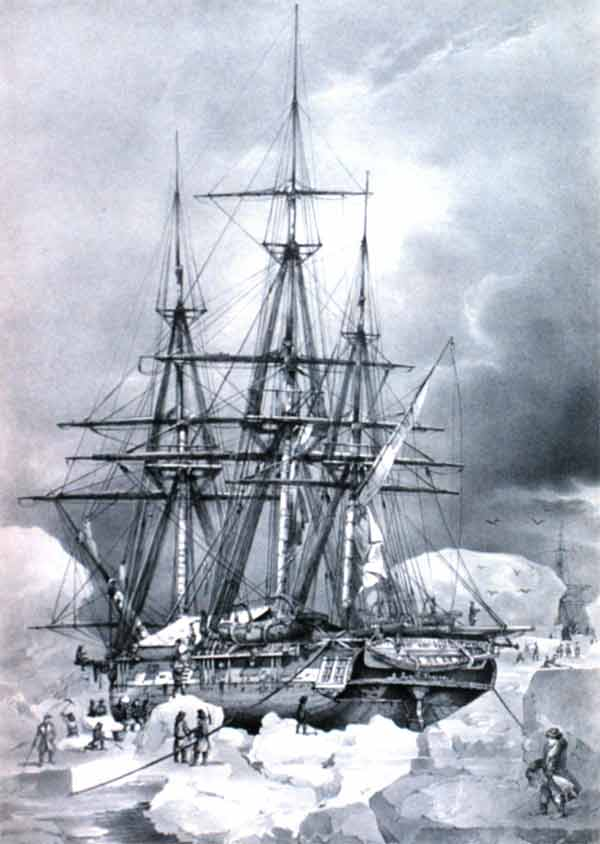
D’Urville hajója, az Astrolabe

Az 1840-es években a bálnavadászok helyett már kormányok támogatásával indított tudományos expedíciók indultak Antarktisz felé.
Az expedíciók apropóját az adta, hogy még a 18. század derekán élénk érdeklődés kísérte a földmágnesesség kérdését, ami az elméleti oldal mellett gyakorlati hajózási problémák megoldását is segítette. A kérdés fő szószólói Alexander von Humboldt és Sir Edward Sabine voltak, az ő munkásságuk eredményeként a British Association for the Advancement of Science beadvánnyal fordult a kormányhoz 1838-ban, hogy tudományos expedíciókat küldjenek a déli sarkvidékre. A brit kormány James Rosst kérte fel az expedíció vezetésére. Mialatt Ross az expedíciót készítette elő, két másik is útnak indult, egy francia és egy amerikai.
A francia Dumont d’Urville által vezetett expedíció két hajóval, az Astrolabe és Zélée nevűekkel indult útnak 1837-ben. 1838-ban Dél-Amerika felől jövet bejárta a Weddell-tengert és az Antarktiszi-félsziget partjait. Az volt a terve, hogy magasabb déli szélességekre hajózik, mint Weddell, de a zajló jég útját állta. Az 1839-es telet Tasmániában töltötte.
Az amerikaiak szintén 1837-ben indított expedícióját Charles Wilkes vezette. Hajóival, a Peacockkal és a Flying Fishsel az Antarktiszi-félszigetet és az I. Sándor-földet vizsgálta. A jég őt is hátráltatta, nehezen jutott el az I. Péter-szigetig, de azt a déli szélességet, amelyet Bellingshausen vagy Cook elért, neki nem sikerült elérnie. Az 1839-es év telét Wilkes, akár csak d’Urville, ausztrál vizeken töltötte.
Ekkor hírét vették Ross készülődő expedíciójának és annak, hogy Ross célja a földmágnesesség kutatása, és hogy egyenesen arra a területre igyekszik, ahol Gauss számításai szerint a mágneses sarknak lennie kell, azaz a déli szélesség 76° és a keleti hosszúság 146°-ának metszéspontjára. Azonban d’Urville és Wilkes is tudta, hogy Ross ezt a helyet nem érheti el a következő év előtt. Ennek ellenére mindketten, minden, a mágnesesség megfigyelésére irányuló előkészület nélkül nekivágtak, hogy elérjék a mágneses sarkot.

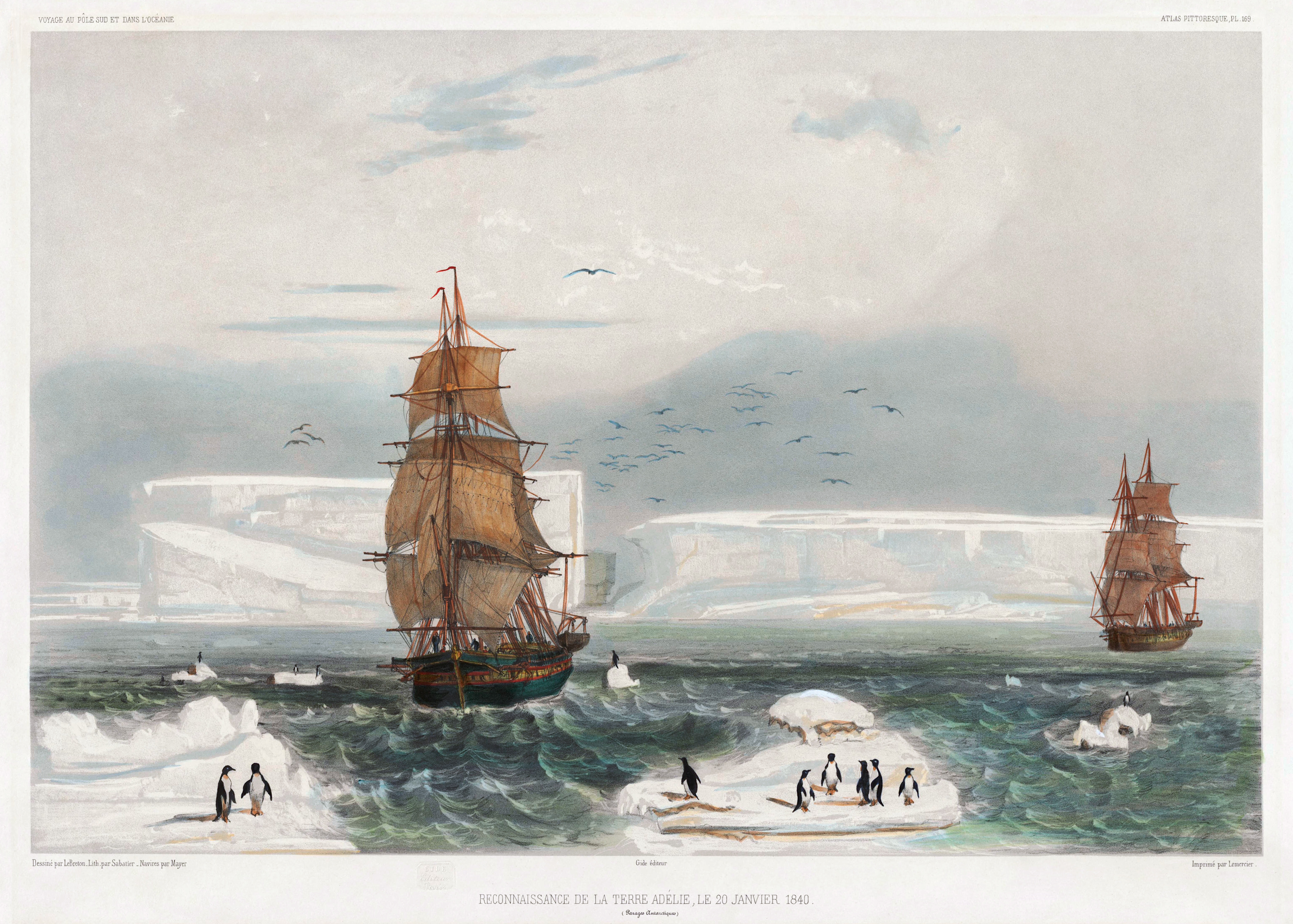
Dumont d’Urville felfedezi az Adélie-földet. Az előtérben Adélie-pingvinek.

Dumont d’Urville 1840 januárjának elején hagyta el Tasmániát és január 19-én elérte a déli szélesség 66° és a keleti hosszúság 140°-át, ahol földet látott. A jégfal tövében kis szigeteket fedezett fel, ahol az emberei kőzetmintákat gyűjtöttek. A partot a felesége után Adélie-földnek nevezte el.
Wilkes 1839 decemberében indult Sydney-ből. Hajói különböző útvonalakon haladtak, ő maga a Vincennesen utazott, ezzel érte el 1840. január 16-án a déli szélesség 66° és a keleti hosszúság 158°-át, és azt állította, hogy földet látott. Nyugat felé kezdett el hajózni, elhaladt az alig pár nappal korábban felfedezett Adélie-föld mellett, és továbbment nyugat felé, ahol további kiterjedt földeket vélt látni. Hazatérése után nagyarányú felfedezésekről számolt be. Hajói 70°-os ívet írtak le a sarkkör mentén, és olyan sűrűn említette a szárazföldet, amelyet látni vélt, hogy a föld folytonosságához nem fért kétség, bár később sok vita zajlott Wilkes megfigyeléseinek pontosságáról. Mások mellett Robert Falcon Scott a Déli sarkvidéken c. könyvében, melyben a saját Discovery-expedíciójáról számol be, azt állítja, hogy „Elbeszélésem folyamán kimutatom, hogy az a hegyes vidék, amelyet Wilkes az Adélie-földtől keletre látni vélt, nem létezik, és azt is meg kell állapítanom, hogy az általa nyugaton látni vélt föld sem valóság.”  Scott mégsem hibáztatta Wilkest, mert „Azok, akik jártak e vidéken, jól tudják, milyen gyakran bukkan fel erre a szárazföld csalóka képzete”  Később Scottot is megcáfolták, bár az igaz, hogy Wilkes néha jéghegyeket is szigeteknek vagy magas partoknak látott, de valóban volt szárazföld azon a vidéken, ahol azt látni vélte.
Az általa így felfedezett, a 150° és 100° keleti hosszúságok között fekvő területeket Wilkes-földnek nevezzük. Wilkes volt az, aki azt javasolta, hogy az általa szárazföldnek látott szakaszokat „Antarktiszi kontinens” néven egyesítsék.

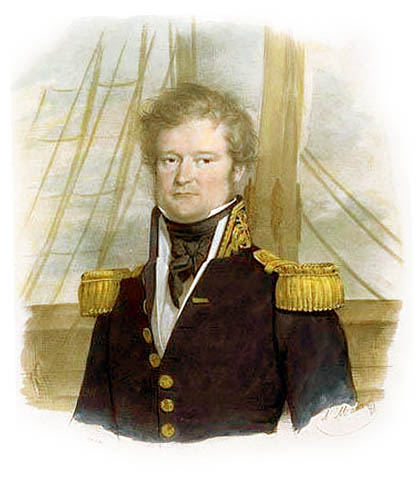
Jules Dumont d’Urville
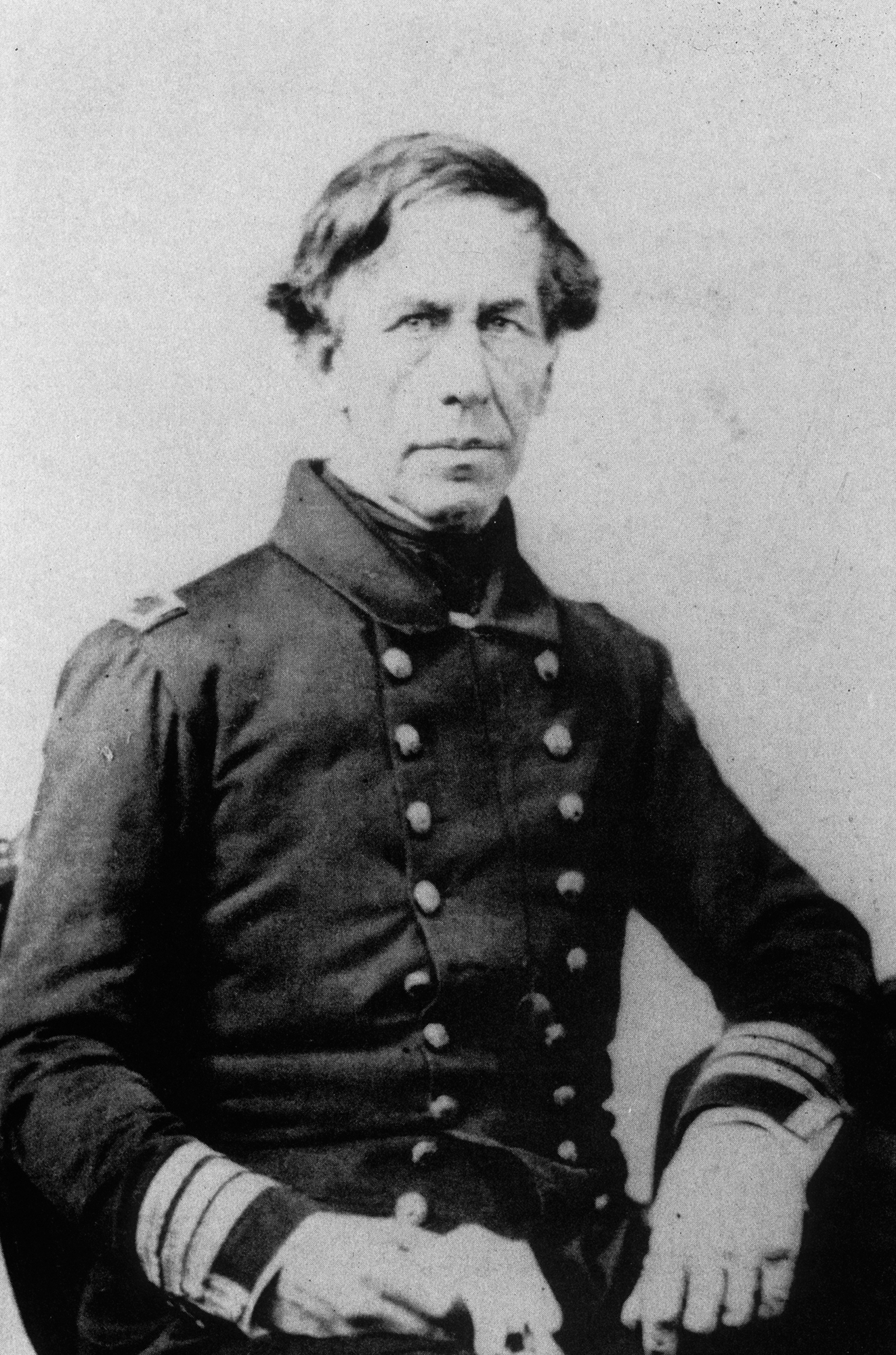
Charles Wilkes

#### James Ross útja

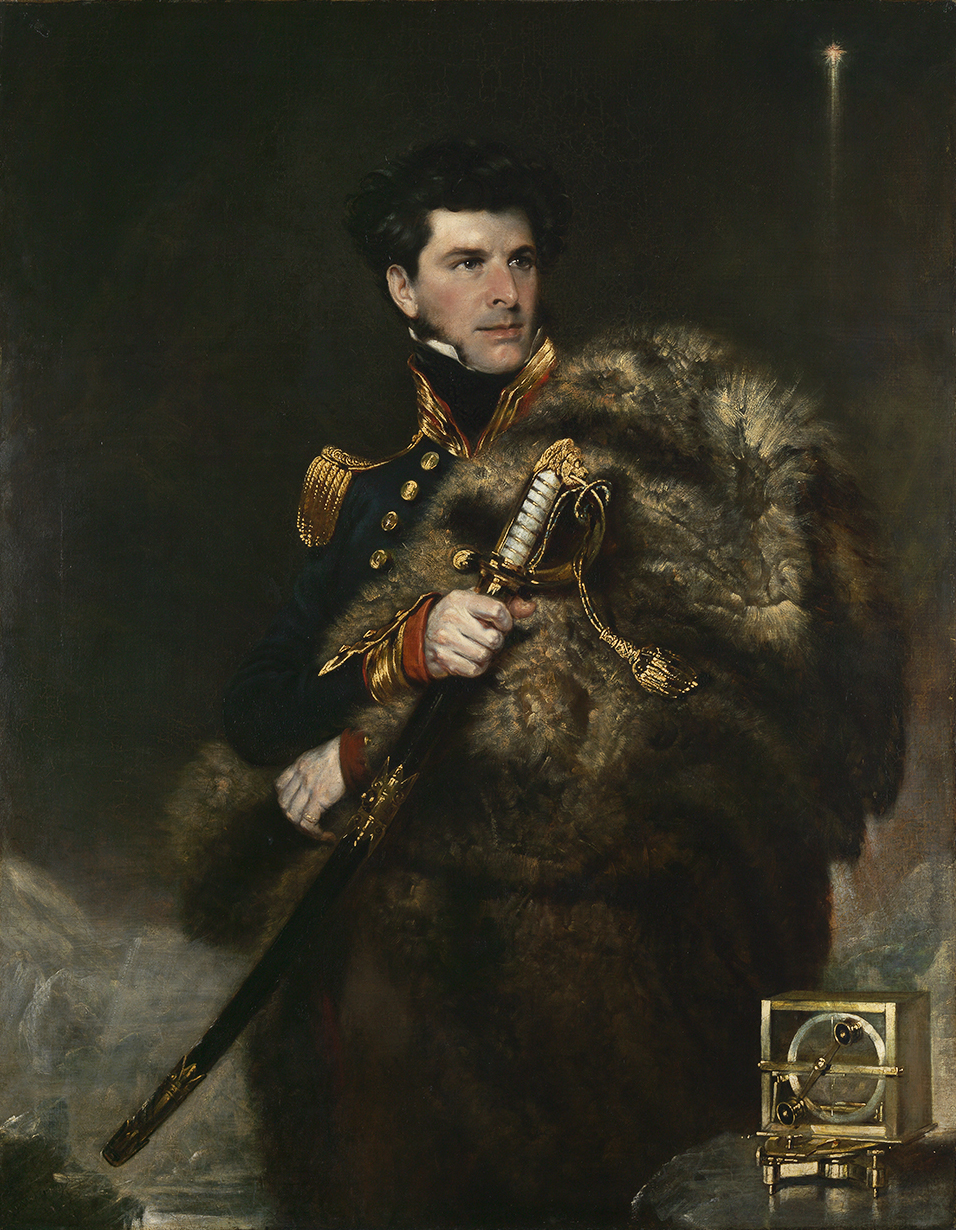
James Clark Ross

James Ross, aki nagybátyjának, John Rossnak és Parrynek a kezei alatt már 8 telet töltött az Arktiszon, a legtapasztaltabb sarki utazó volt kortársai között. Két speciális hajóval, a jég közötti hajózásra alkalmas Erebussal és Terrorral indult útnak. 1840 vége felé ért Tasmaniába, ahol hírét vette, hogy Dumont d’Urville és Wilkes már elindult azon az útvonalon és úticéllal, amelyen ő maga is haladni akart. Mivel úgy tartotta, hogy „összeegyeztethetetlen a brit felfedezőutak hagyományával más nemzetek nyomdokain járni”  ezért egy keletibb délkört választott saját expedíciója számára. 1841. január 1-jén érte el a déli sarkkört a 171. keleti hosszúsági fokon, és rögtön zajló jégbe ütközött.
Minden korábbi expedíció csak a zajló jég határán közlekedett, mert hajóik nem voltak alkalmasak az áttörésre. Ross Erebusa és Terrorja azonban kifejezetten jégben való hajózásra épült, ezért ő egyenesen belevágott a jégbe és délre haladt. 5 nap alatt tudta átvágni magát a jégmezőn. Újból nyílt tengerre érve nyugat felé fordult a mágneses sark irányába. Január 8-án felfedezte a Viktória-földet. A tengert, amelyen hajózott, Ross-tengernek nevezték el. Kétszer járta meg ezt a tengert, és útjain viszonylag pontosan feltérképezte a Viktória-föld hegyeit és partvonalát a Cape Northtól és a Wood-öbölig (71°-74° között). Kissé keletebbre felfedezett két vulkánt, melyeket saját hajóiról Mount Erebusnak és Mount Terrornak nevezett el. Az Erebus az Antarktisz egyetlen aktív vulkánja. Tovább tartott kelet felé, ahol az expedíciót végül egy 60 méter magas jégfal állította meg. Ez a Ross-selfjég. Ennek a keleti végén érte el útjának legdélibb pontját a déli szélesség 78° 11'-énél. A Viktória-földön nem tudott partra szállni, csak a parttól távolabb lévő szigeteken, ezeket elnevezte Possession-szigeteknek.
Scott szerint az ő idejéig megtett expedíciók közül „Ross expedíciója a legcsodálatosabb azok közül, amelyek a déli tengeren jártak. Mindama kísérlet és kaland után, amelyekről megemlékeztem, semmi sem tűnt annyira reménytelennek, mint a sarkkört övező nagy jéggyűrű áttörése; de a kilátástalannak tetsző vállalkozáson túl Ross kijutott egy nyílt tengerre, felfedezett egy hegyekkel borított nagy földet, egy működő vulkánt, s a geográfiának egész sereg fontos problémáját oldotta meg. [...] Elmondhatjuk, hogy James Cook állapította meg a Déli-sarkvidék létezését, és James Ross fedezte fel azt.” 

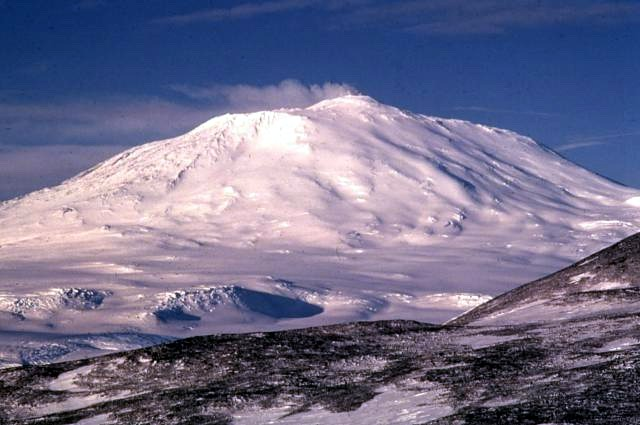
A Mount Erebus vulkán a Ross-szigeten
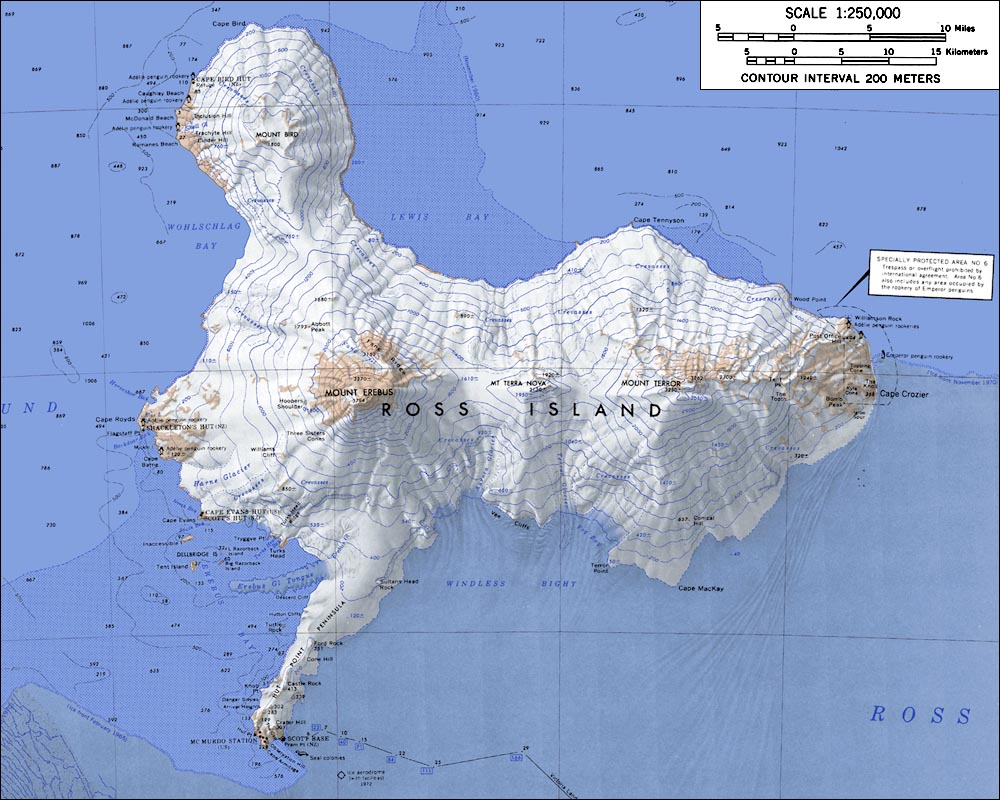
A Ross-sziget térképe

### Az Antarktisz „újra felfedezése”

#### Feléled a bálnavadászat

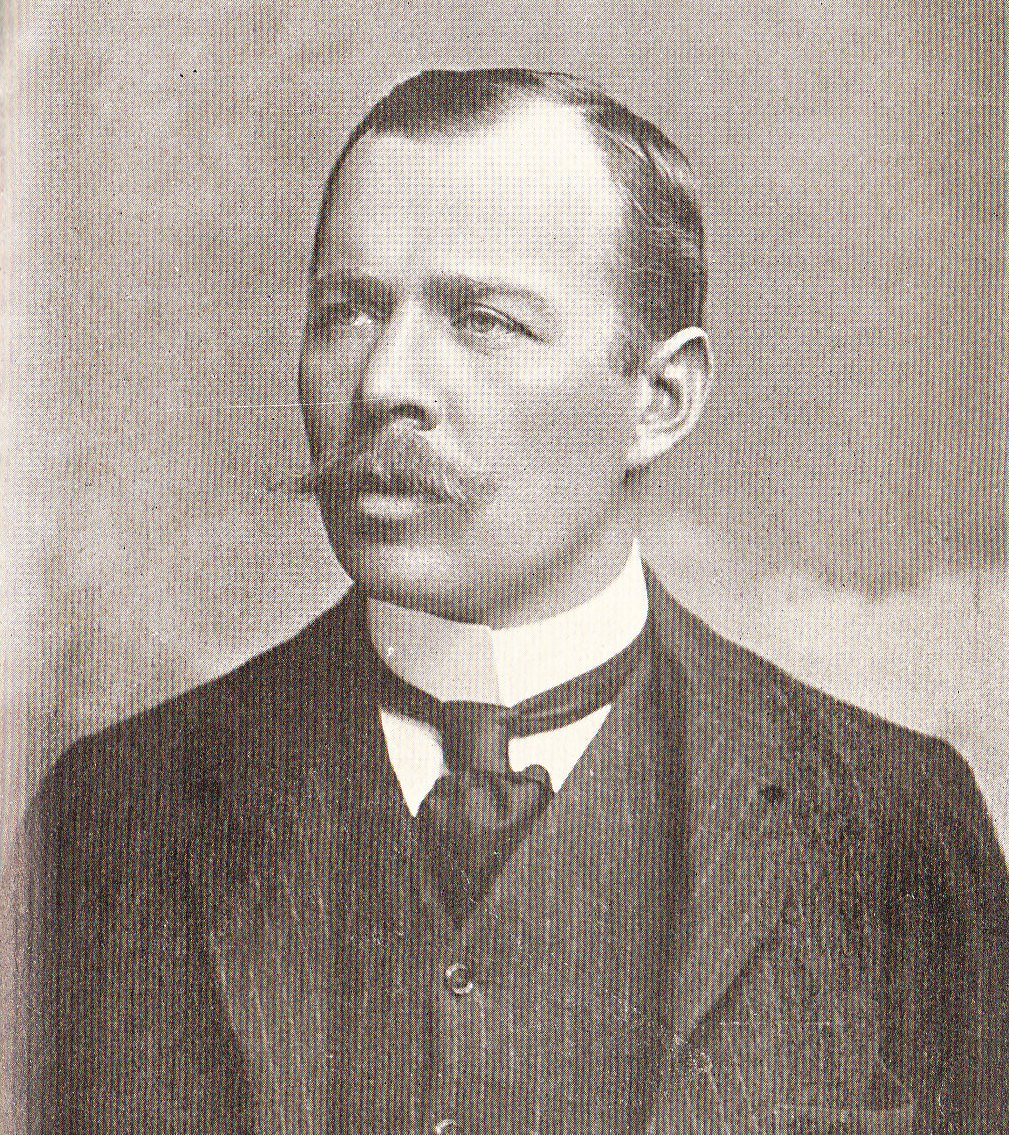
Carsten Egeberg Borchgrevink, az első ember, aki a kontinensen partra szállt

Az 1840-es évek után mintegy 50 évig tartó szünet következett az Antarktisz-kutatásban. A terület további felfedezése helyett inkább az Antarktiszt közelebb-távolabb körülvevő szigetek kiaknázására tevődött át a hangsúly, illetve az újra fellendülő bálnavadászatra.
A Sir George Nares vezetésével indult, elsősorban oceanográfiai kutatásokat végző világkörüli Challenger-expedíció 1874-ben a 80. keleti hosszúsági fokon haladt délre, de a sarkkör átszelése után északkeletre és keletre fordult, majd 3 hétig jéghegyek mellett tartózkodott. A jéghegyekről több kőzettöredéket gyűjtött és kimutatta, hogy azok Antarktiszról valók. Ez az expedíció újból felélesztette a tudományos érdeklődést az Antarktisz iránt.
Angliában Sir John Murray foglalta össze a Challenger-expedíció eredményeit, és további publikációkat tett közzé a Scottish Geographical Journalban 1886-ban. Ezek, valamint Ross azon jelentése, hogy a Graham-földnél sok bálnát látott, 1892-ben több skót bálnavadászt csábított a területre. Azonban egyetlen állatot sem láttak, ezért visszafordultak. Egy évvel később Carl Anton Larsen, a Jason bálnavadászhajóval a félsziget keleti partjainál járt, és kimutatta, hogy a Graham-föld alakja hosszú és keskeny, és hogy messze túlnyúlik a déli sarkkörön. A félsziget végénél talált jégself az ő nevét viseli. Evenson a Hertha hajóval ugyanekkor a félsziget nyugati oldalán hajózott és eljutott egészen az I. Sándor-földig, de nem tudta megállapítani, hogy összefügg-e a Graham-földdel.

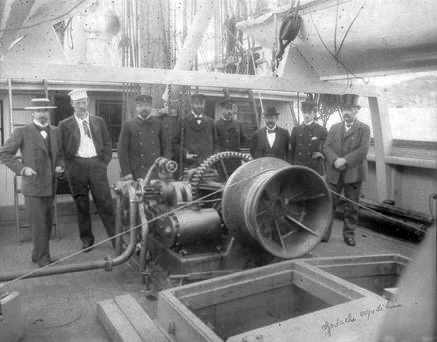
A Belgica átvizsgálása megvásárlása előtt. Balról jobbra: de Gerlache, Nansen, Somers, Danco, Amundsen, Bryde, Van Rysselberghe, Andvord

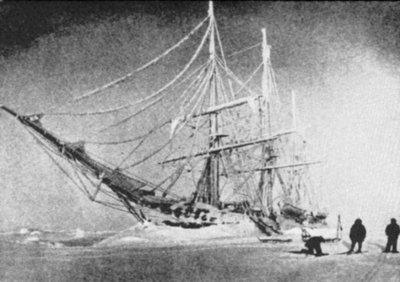
A Belgica a jégbe fagyva, 1898-ban

Svend Foyn tønsbergi hajótulajdonos is azért küldte hajóját, az Antarticot a Ross-tengerre, hogy bálnákra vadásszon. A hajó kapitánya Leonard Kristensen volt, és a hajón szolgált matrózként Carsten Egeberg Borchgrevink, aki 1895. január 23-án elsőként lépett a kontinensre a Viktória-földön, az Adare-foknál. A Robertson-öbölben a kapitány többedmagával, köztük Borchgrevinkkel együtt csónakba szállt. Amint a csónak partközelbe ért, Borchgrevink belevetette magát a jeges vízbe, hogy mindenképpen ő léphessen elsőként Antarktisz földjére. Az expedíció ugyanitt zuzmót talált, így bebizonyítva, hogy ezen a vidéken is élhet egyszerűbb növényzet.

#### Újabb tudományos expedíciók
1897-ben az Adrien de Gerlache vezette Belgica fedélzetén nemzetközi személyzetű belga expedíció végzett egy évig tartó tudományos megfigyelést a Graham-föld nyugati partján. A hajó az I. Sándor-föld délnyugati partjánál befagyott a Bellingshausen-tengeren a 72° déli szélességen. Ez volt az első hajó, ami áttelelt az Antarktiszon, 13 hónapot töltöttek a jég fogságában, 1899 márciusában szabadultak ki és hajóztak el a Magellán-szorosba. A rendkívül rossz körülmények ellenére folytatták a megfigyeléseket, és sok értékes adattal valamint gazdag biológiai gyűjteménnyel tértek haza. Ezen az úton volt első tiszt a Déli-sark későbbi felfedezője, Roald Amundsen.
Ugyanebben az évben, 1899-ben Sir George Newnes megbízásából Carsten Borchgrevink vezette azt a 10 tagú csoportot, amely először telelt át az Antarktiszon egy kunyhóban az Adare-foknál. Abban az évben a tél igen kemény volt, és az expedíció vezető zoológusa, Nicolai Hanson meghalt. Ő volt az antarktiszi telelések első áldozata, és az első ember, aki a kontinensen hunyt el. A telelés alatt, bár – már csak a kemény időjárás miatt is – nem távolodtak el messzire a bázisuktól, de megfigyeléseikkel az első hiteles adatokat szolgáltatták a terület geológiai viszonyairól. Távozásukkor a Southern Cross nevű hajóval a Ross-jégself keleti végződése mellett elhajózva partra szálltak. Borchgrevink 1900. február 16-án 29 mérföldet tett meg két társával kutyaszánon a 78° 50' szélességig, azaz délebbre jutott, mint Ross. Kiderült az is, hogy a jégself Ross 50 évvel korábbi útja óta több kilométerrel visszahúzódott dél felé.
Ennek az expedíciónak nagy szerepe volt abban, hogy kiderüljön, a Ross-tenger nyáron mindig hajózható és hogy a Ross-jégself nem akadálya annak, hogy el lehessen jutni a Déli-sarkra. Szintén ez az expedíció használt először kutyákat a déli sarkvidéken.

## 20. század

### Expedíciók a szárazföldön
A 20. század legelején egyszerre több, különböző ország által indított expedíció is indult az Antarktiszra.

#### Franciák, svédek, németek, skótok

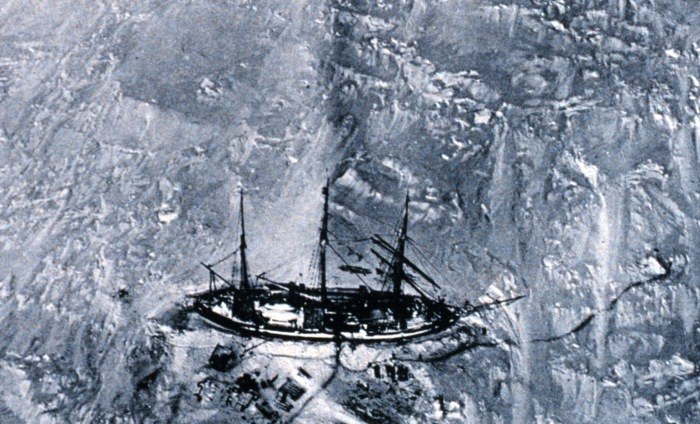
A Gauss jégbe fagyva. A felvétel egy ballonról készült, és egyike az első antarktiszi légifelvételeknek

1901-ben az első német antarktiszi expedíció vágott neki az útnak Erich von Drygalski vezetésével a Gauss nevű hajón. A 90. keleti hosszúsági körön hajózva felfedezték az általuk szigetnek tartott II. Vilmos-földet. A hajó ezután jégbe fagyott, és csak egy év múlva szabadult ki.
Szintén 1901-ben indult útnak a svéd Otto Nordenskjöld a Svend Foyntól megvásárolt Antarcticon, és az Antarktiszi-félszigettől keletre, a 65°-nál Nordenskjöld és öt társa a Snow Hill-szigeten partra szállt. Két évet kellett itt eltölteniük, mivel az Antarctic nem tudta a partot megközelíteni. A hajót irányító Carl Anton Larsen további 3 embert küldött a szigeten rekedt csapathoz ezzel a hírrel, majd a következő nyáron ismét megpróbálta megközelíteni a szigetet. 1903 januárban azonban a hajó olyan súlyosan megsérült a jég nyomása miatt, hogy elsüllyedt, a legénység pedig a Joinville-szigettől délre lévő kis szigeten volt kénytelen partra szállni. Ugyanebben az évben Argentínából, Franciaországból és Svédországból is hajókat küldtek az expedíció után, és végül az argentin Uruguay nevű hadihajó mentette ki a csapatot.

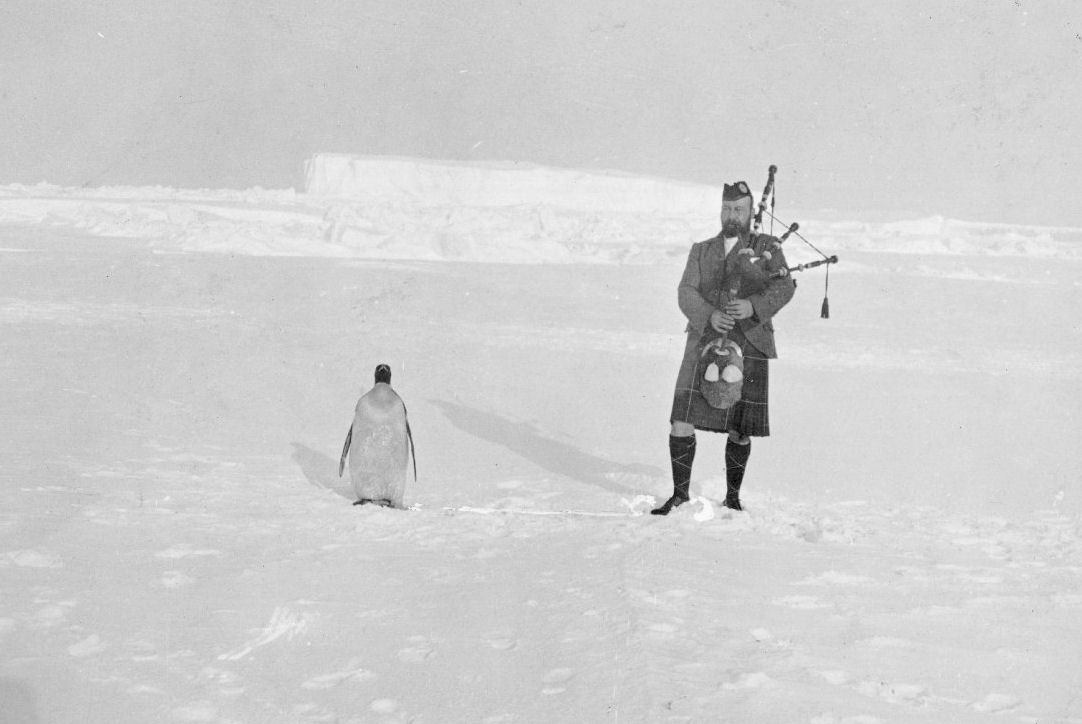
A Bruce-expedíció egy tagja "szerenádot" ad skót dudán egy pingvinnek 1904 márciusában

1903-ban a Français hajó, Jean-Baptiste Charcot vezetésével Nordensjöldék megmentésére indult, de mivel a svéd expedíciót az Uruguay már megmentette, folytatták a Belgica programját. A Graham-föld nyugati partját kutatták, és 1904-ben a 65. déli szélességen teleltek a Bellingshausen-tengeren. 10 hónap múlva megközelítették az I. Sándor-földet, de a jég miatt nem tudtak partra szállni, és mivel a hajó is megsérült, visszafordultak. Charcot, miután hazatért, újabb expedíciót szervezett, és 1908-ban útnak indult a Pourquoi pas? fedélzetén. Mindkét útján fontos megfigyeléseket tett, és értékes térképészeti munkát végzett.
Közben 1902-ben a skót William Speirs Bruce a Scotia bálnavadász-hajóval kutatta a Weddell-tengert. Elérte a 70° 25' déli szélességet, de földet nem látott. A telet a Déli-Orkney-szigeteken töltötte, majd februárban ismét a Weddell-tengerre hajózott. A 72° 18' déli szélességen a Ross-jégselfhez hasonló képződményt látott, amely – mint kiderült – csak ideiglenes volt. Emellett a jéggát mellett nyugatra hajózva felfedezte a Coats-földet, amelyet az expedíció támogatójáról nevezett el.
Ezek az expedíciók mind előfutárai voltak a Déli-sark legyőzéséért indított harcnak. Átteleléseikkel és szárazföldi behatolásaikkal bebizonyították, hogy át lehet vészelni a telet az Antarktiszon, és közlekedni is lehet sítalpakon és szánkón. A következő expedíciók az ő tapasztalataikat felhasználva jutottak el egyre távolabbi pontokra.

#### Scott első expedíciója

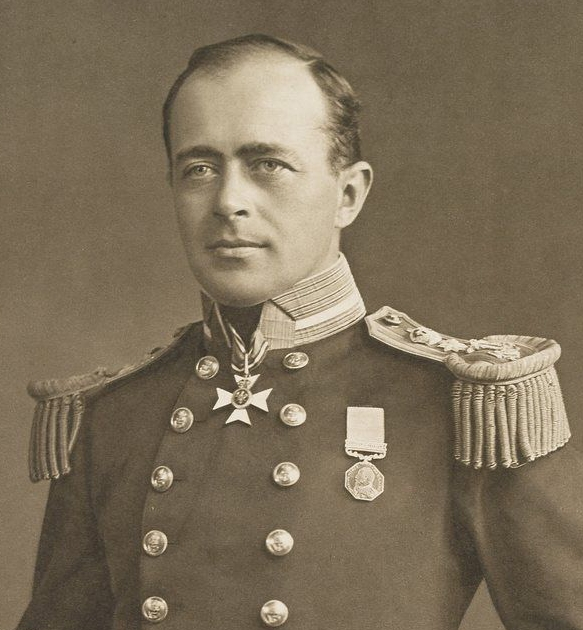
Robert Falcon Scott

Robert Falcon Scott első expedícióját 1901-1904-ben hajtotta végre a Discovery nevű hajóval, fedélzetén olyan emberekkel, akik később szerepet játszottak a kontinens megismerésében (Ernest Shackleton, Frank Wild). 1902 januárjában érték el az Adare-fokot, és elkezdték felkutatni a Viktória-föld keleti partját, mely egyben a Ross-tenger nyugati partja is, egészen a Mount Erebus és Mount Terror vulkánokig. Vizsgálódásával bebizonyította, hogy a két vulkán a Ross-szigeten áll. Ezután több mint 700 kilométert tett meg a Ross-jégself keleti végéig, és felfedezte a VII. Edward-földet. Visszafelé hajózva rést fedeztek fel a jégselfen, és egy kutyaszánnal sikerült eljutniuk egészen a 78° 50'-ig.

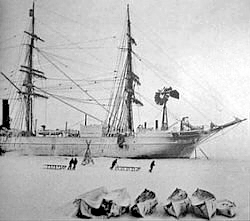
Scott hajója, a Discovery

A telet a Ross-szigetnél töltötték, és ez idő alatt több irányba is szánutakat tettek. Albert Armitage 7 hétig utazott Viktória-földön, ezalatt 2700 méteres magasságig jutott. Maga Scott Shackletonnal és még egy társával 3 hónapos útra indult: a Viktória-föld magashegységi részét járta be egészen a 82° 17' szélességig, ezt 1902. december 29-én érték el. Erről a pontról meglátta a délebbre fekvő a kb. 4500 méteres csúcsokkal rendelkező VII. Edward-jégfennsíkot.
1903 januárjában utánpótlást hozó hajó érkezett, amellyel Scott hazaküldte a betegeket, majd a befagyott Discoveryn töltötte a második telet. Ezen a télen három nagyobb utat tettek meg szánnal. A leghosszabb, mintegy 3 hónapos út során nyugat felé indultak a Ross-szigettől egészen a 146° 30' keleti hosszúságig, és megállapították, hogy a Viktória-föld egy 3000 méter magas fennsík. Egy másik kutatócsapat délkeleti irányban haladt, és 260 km megtétele után megállapították, hogy a Ross-jéggát a hatalmas méretű Ross-jégself széle, amely legalább a 80. déli szélességi körig húzódik, de lehet, hogy még tovább is.
1904-ben két gőzhajó dinamittal kiszabadította a Discoveryt a jég közül, az expedíció ugyanazon év szeptemberében ért haza.

### A Déli-sark meghódítása

#### A Nimrod-expedíció

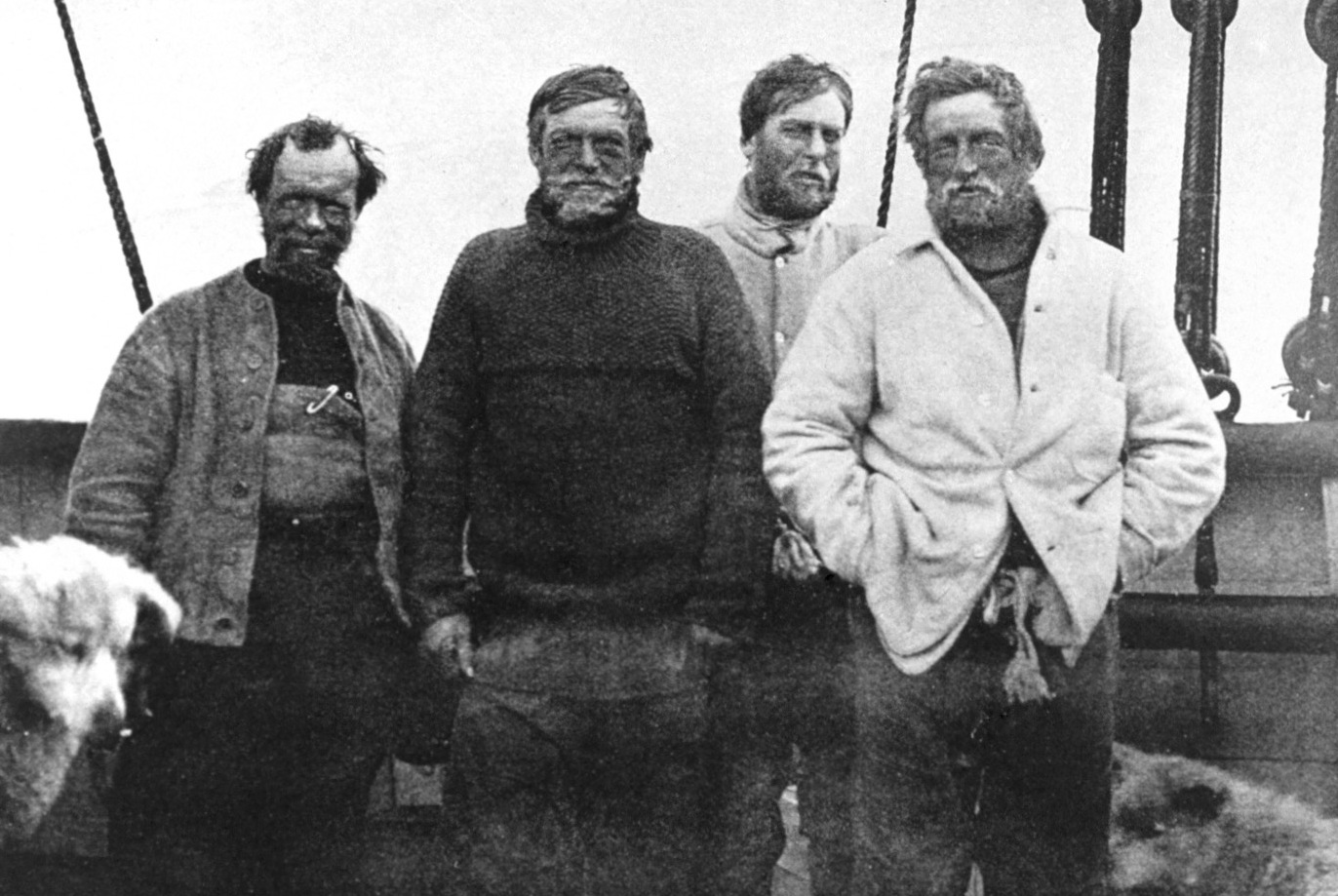
Balról jobbra Frank Wild, Ernest Shackleton, Eric Marshall és Jameson Boyd Adams

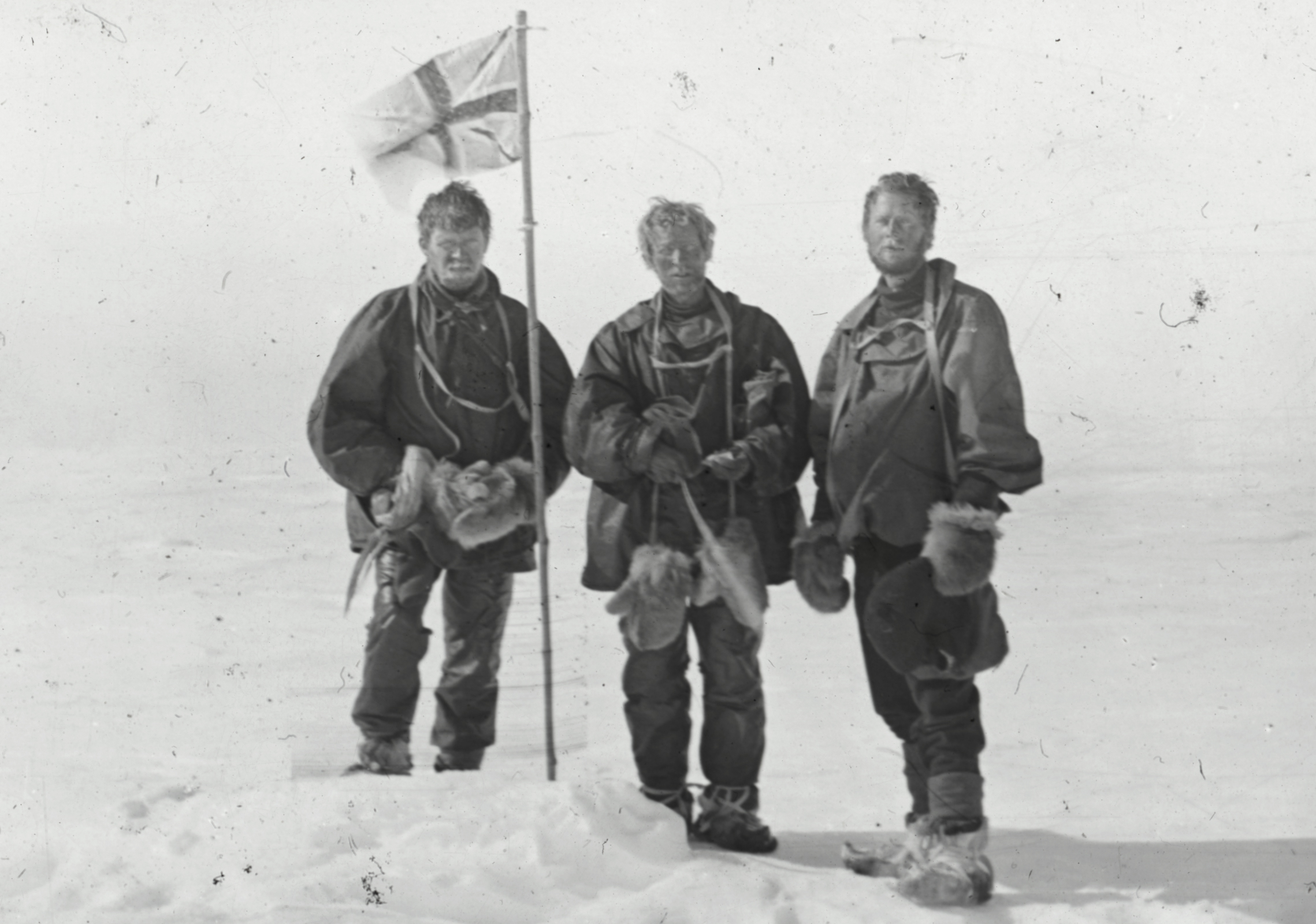
Balról jobbra Alistair McKay, Edgeworth David és Douglas Mawson a mágneses déli sarkon 1909. január 16-án

1908-ban Ernest Shackleton visszatért a Ross-tengerhez Nimrod nevű bálnavadász-hajóján. A telet a McMurdo-szorosban töltötte, amely elválasztja a kontinenst a Ross-szigettől. Október végén mandzsúriai pónik által vontatott szánnal és három társával vágott neki a Déli-sark felé vezető útnak. Számításaiból kifelejtette, hogy a póniknak igen sok takarmányra van szükségük, és hogy a lovak nem falják fel elhullott társaikat úgy, mint a kutyák. A Ross-selfjégen való átkeléskor a 84°-tól még északra valamennyi póni elpusztult. Ezután következett az út legnehezebb szakasza, miután kiderült, hogy a sarkhoz fel kell menni egy magas fennsíkra. Pónik híján maguknak kellett húzniuk a szánokat. 3000 méter magasságban, nagy erőfeszítésekkel és lassan haladtak tovább, amikor elérték a 88° 23' déli szélességet, de az élelmiszerhiány és a rossz időjárás miatt, alig 180 km-re a sarktól, kénytelenek voltak visszafordulni. Erősen legyengülve érték el újra a Nimrodot. Shackleton számításai szerint 2750 km-t tettek meg oda-vissza. Arra a következtetésre jutottak, hogy ha a szervezés megfelelő, akkor a sark elérhető a Ross-jégself felől, és hogy a sark minden valószínűség szerint egy 3000 méter magas fennsíkon terül el.
Az expedíció egy másik csoportja ezenközben, Douglas Mawson vezetésével maguk vontatta szánokon a déli mágneses sark keresésére indult a Viktória-földön át. 1909. január 16-án meg is találták, a mágneses sark akkori helyzete – mivel az folyton változtatja a helyét – a 72° 25' déli szélesség és a 155° 16' keleti hosszúság metszéspontjában volt, 2213 méter magasságban. Ők oda vissza 2000 km-t tettek meg.

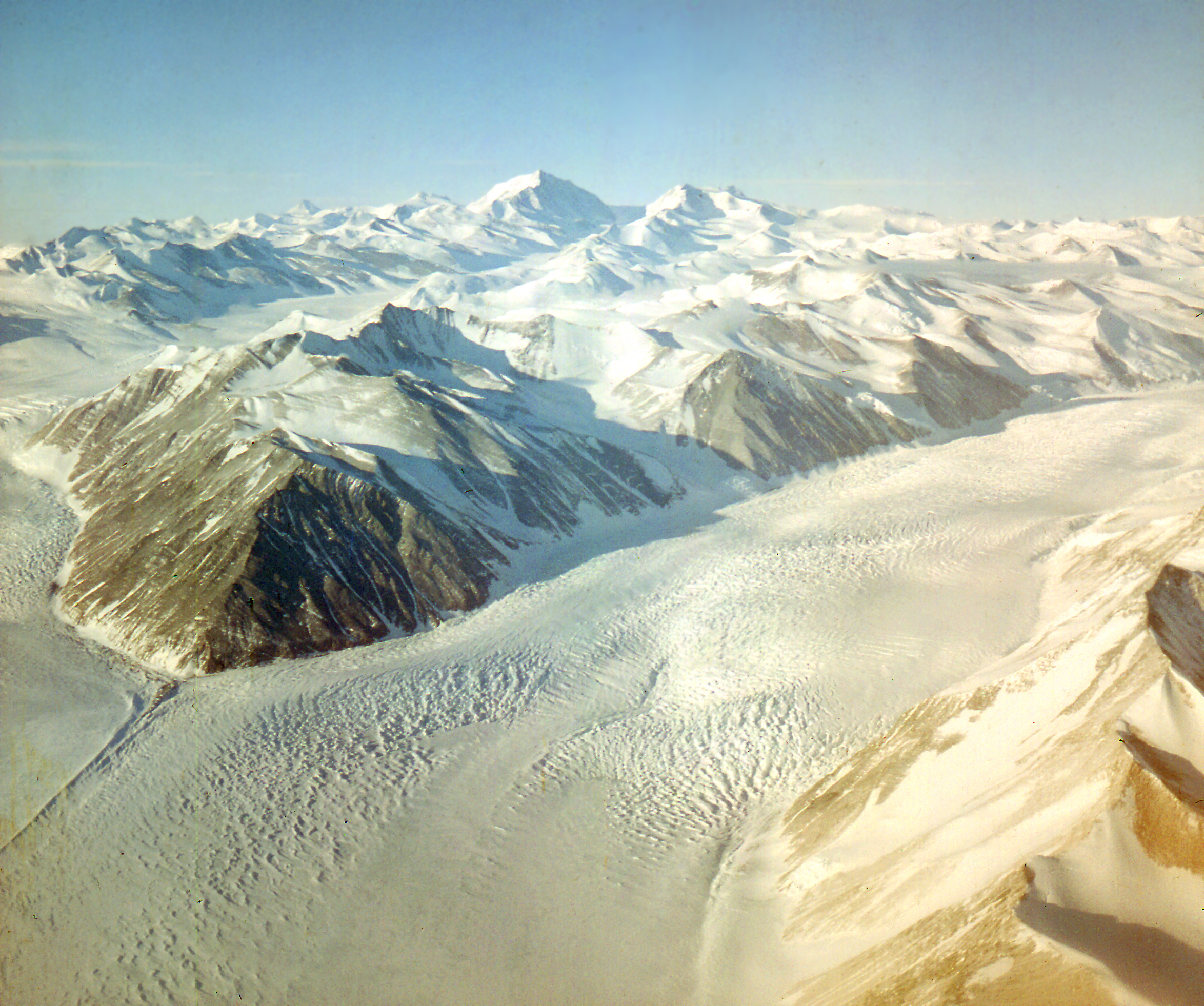
A világ egyik legnagyobb gleccserét, a Beardmore-gleccsert 1908. december 3-án fedezték fel
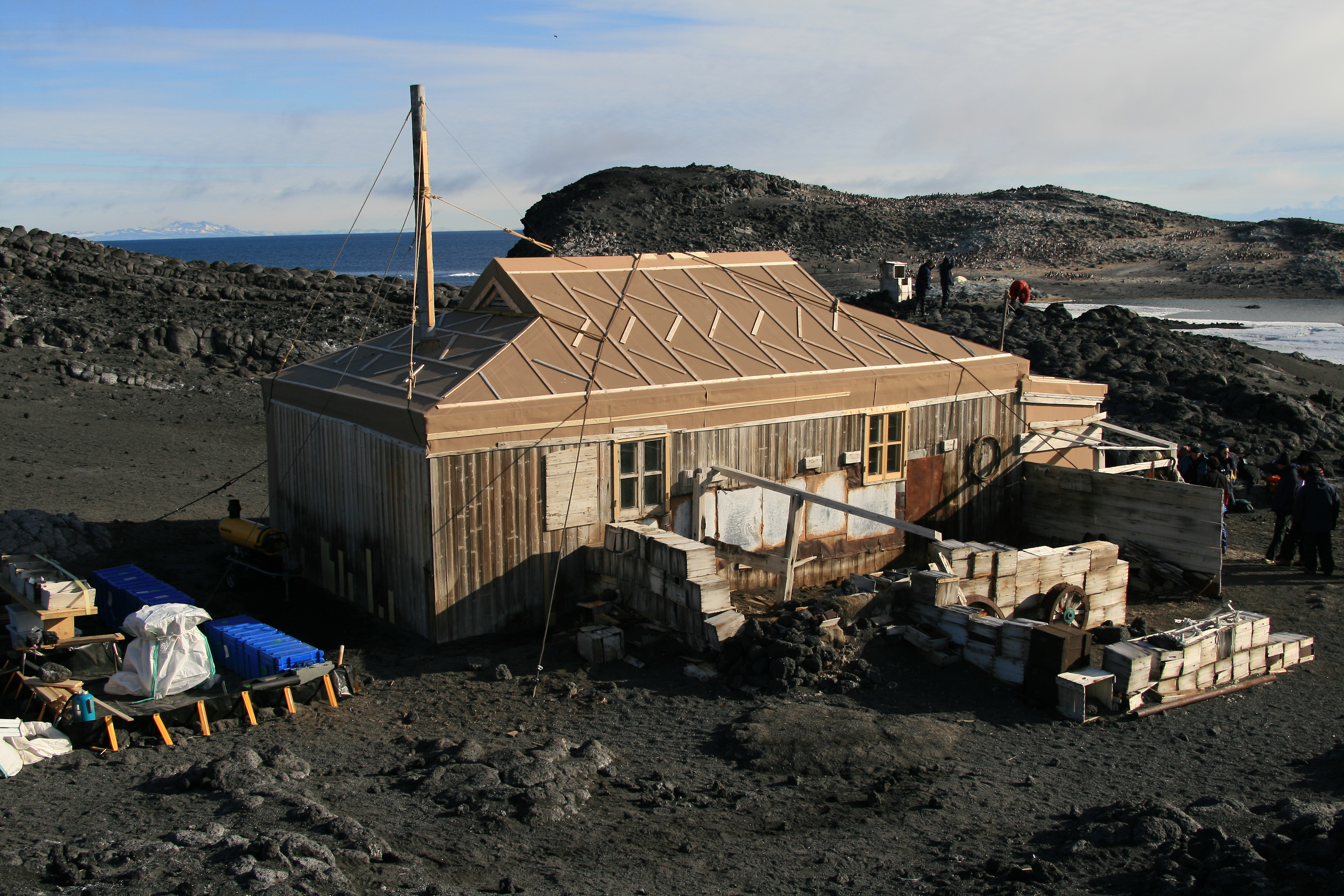
Shackleton kunyhója a Royds-foknál

#### Versenyfutás a sarkért

Amundsen (piros) és Scott (zöld) útvonala a Déli-sarkhoz

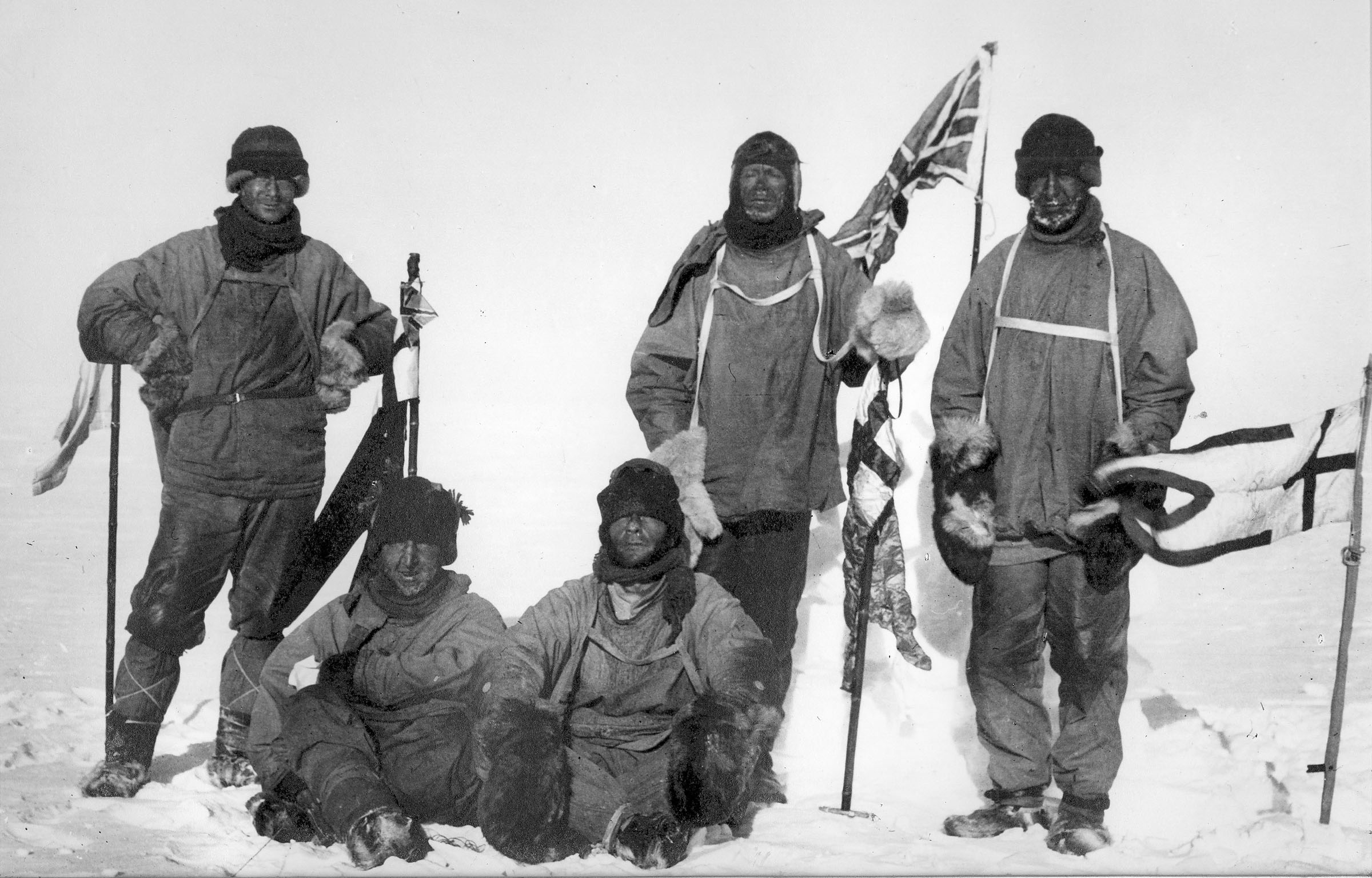
Balról jobbra: (állva) Wilson, Scott, Oates, (ülve) Bowers és Evans a Déli-sarkon

Miután Robert Peary 1909. április 6-án elérte az Északi-sarkot, valóságos versenyfutás indult a Déli-sark meghódításáért. Több nemzet, angolok, amerikaiak, németek, japánok és skandinávok egyaránt elsőként szerették volna elérni ezt a nevezetes pontot. Végül két csoport, a Roald Amundsen vezette norvég, és a Robert F. Scott vezette angol felfedezőcsapat indult útnak, szinte egyszerre.

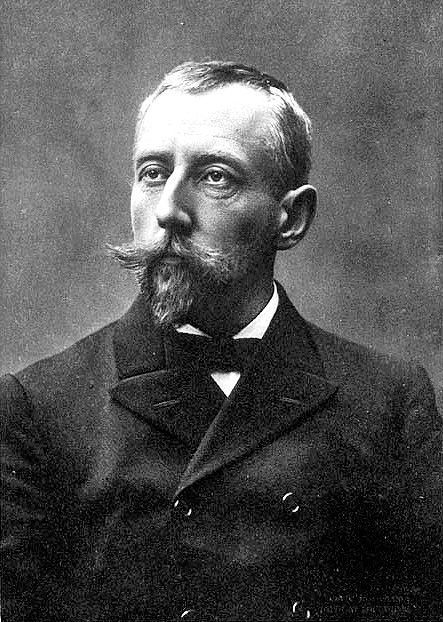
Roald Amundsen

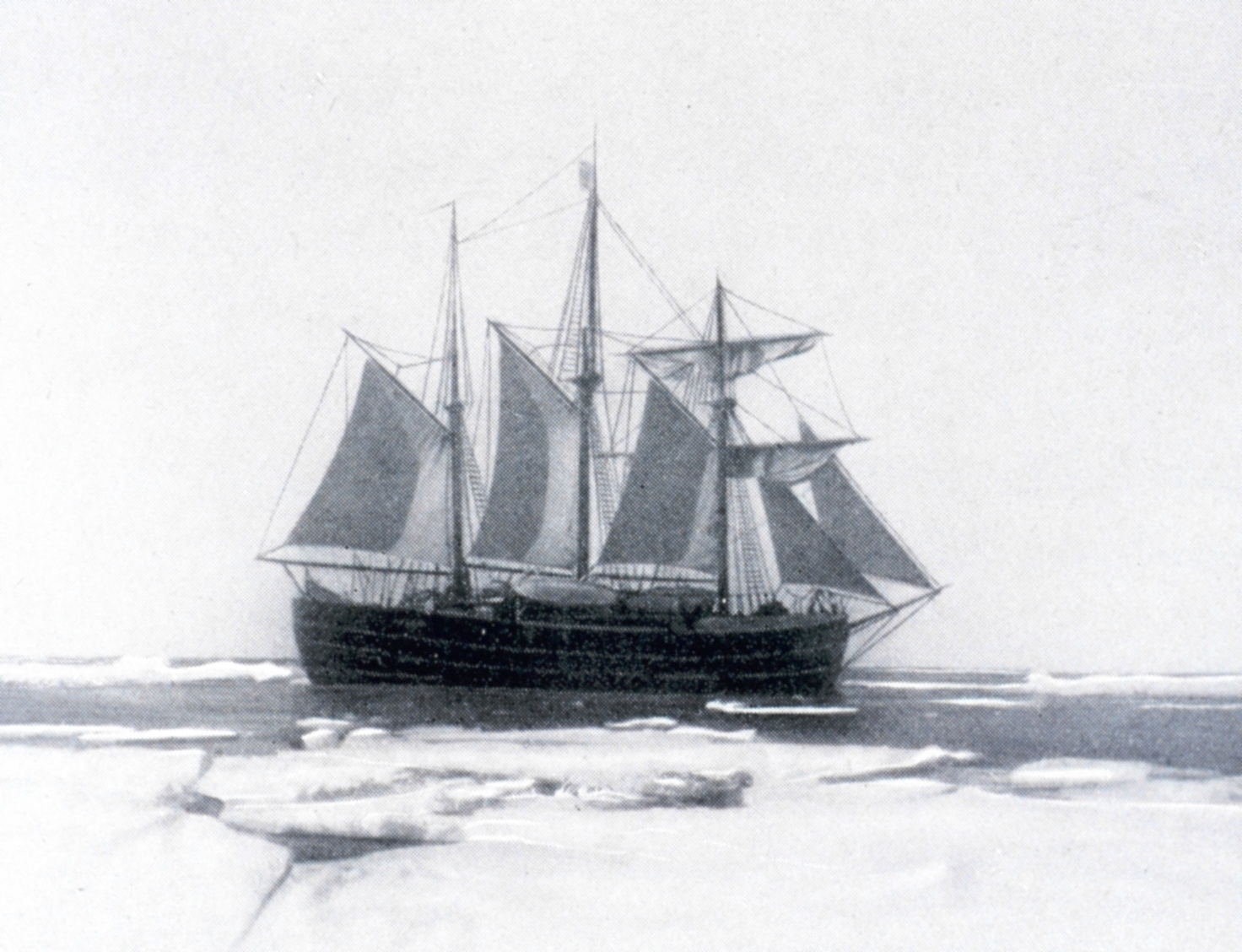
A Fram

Amundsen 1909-ben az Északi-sark meghódítására indult útnak, de útközben érte a hír, miszerint Peary megelőzte. Ekkor délnek fordította Fridtjof Nansentől kölcsönkért hajóját, a Framot, és 1910 nyarán kikötött Buenos Airesben. Ugyanekkor indult útnak Angliából Scott is Terra Nova nevű hajóján, ő az ausztrál Melbourne-ben kötött ki.
Scott 1911 januárjában már az Erebus vulkán lábánál volt, de korábbi, ugyanezen a helyen vert táborhelyét használhatatlan állapotban találta, ezért 30 kilométerrel odébb, az Evans-foknál alakította ki a bázisukat. Amundsen tőlük 700 kilométerre keletre vert tábort, a Bálna-öbölben. A norvégok raktáraikat a jégbe vájták, maguk kunyhókban éltek, táborukat pedig Framheimnek nevezték el. Mindkét csapat a rövid nyarat arra használta fel, hogy a sarkhoz vezető úton élelemraktárakat helyezzenek el minden szélességi foknál.
1911 szeptemberében a norvégok nekivágtak az útnak, de a rossz időjárás miatt kénytelenek voltak visszafordulni. Végül október 19-én indultak el. A norvégoknak légvonalban mintegy 1500 kilométert kellett megtenniük a sarkig. Az utat alaposan megtervezték: négy szánkóval mentek, ezek teherbírása egyenként 360 kg volt. A szánokat egyenként 13 grönlandi kutya húzta, így 4 hónapra elég élelmet és fűtőanyagot tudtak magukkal vinni. A Scott-expedíció tagjai szibériai pónilovakat és kutyákat vittek, és két héttel később indultak, mint Amundsenék, ráadásul az ő táborhelyük mintegy 100 kilométerrel messzebb volt a sarktól.
Amundsenék jó időt fogtak ki, sütött a nap, de a Ross-selfjégen átkelve, a Transzantarktiszi-hegység gleccserei, amelyek tele vannak szakadékokkal, már jóval nehezebb terepnek bizonyultak. Többször jéglabirintusba keveredtek, ahonnan vissza kellett fordulniuk. Scottéknak annyi előnyük volt, hogy Scott ismerte az út egy részét, a Beardmore-gleccseren pedig a Shackleton-expedíció nyomait követték. Azonban az állatokkal meggyűlt a bajuk, mivel a jéghez nem szokott kutyák és pónik egymás után hullottak el. Innen már az embereknek maguknak kellett húzniuk a szánokat.
Amundsenék (Amundsen, Hanssen, Hassel, Wisting és Bjaaland) érték el előbb a sarkot, 1911. december 14-én tűzték ki a norvég zászlót, a helyet pedig VII. Haakon király fennsíkjának nevezték el. Scott és csapata 1912. január 16-án, azaz egy hónappal később érte el a Déli-sarkot. A visszaút nagyon nehéz volt számukra, hiszen a szánokat maguknak kellett húzniuk, az élelmük fogytán volt, és az időjárás is egyre rosszabbra fordult. Naponta csak 8-10 kilométert tudtak megtenni.
Amundsenék már rég visszaértek a bázisukra, amikor a Scott-expedíció tagjai feladták a küzdelmet. Először Evans halt meg, majd Oates lábai fagytak el. Őt még tovább cipelték, de egy nagy vihar során, hogy ne legyen társai terhére, Oates elhagyta a sátrat, a testét nem találták meg. Három ember maradt, Wilson, Bowers és Scott. Az ő hálózsákba fagyott tetemüket és az útinaplójukat 8 hónappal később találták meg. Habár Scott expedíciója tragédiával végződött, de hősies helytállásuk története rendkívül népszerű lett, főleg az Egyesült Királyság területén.

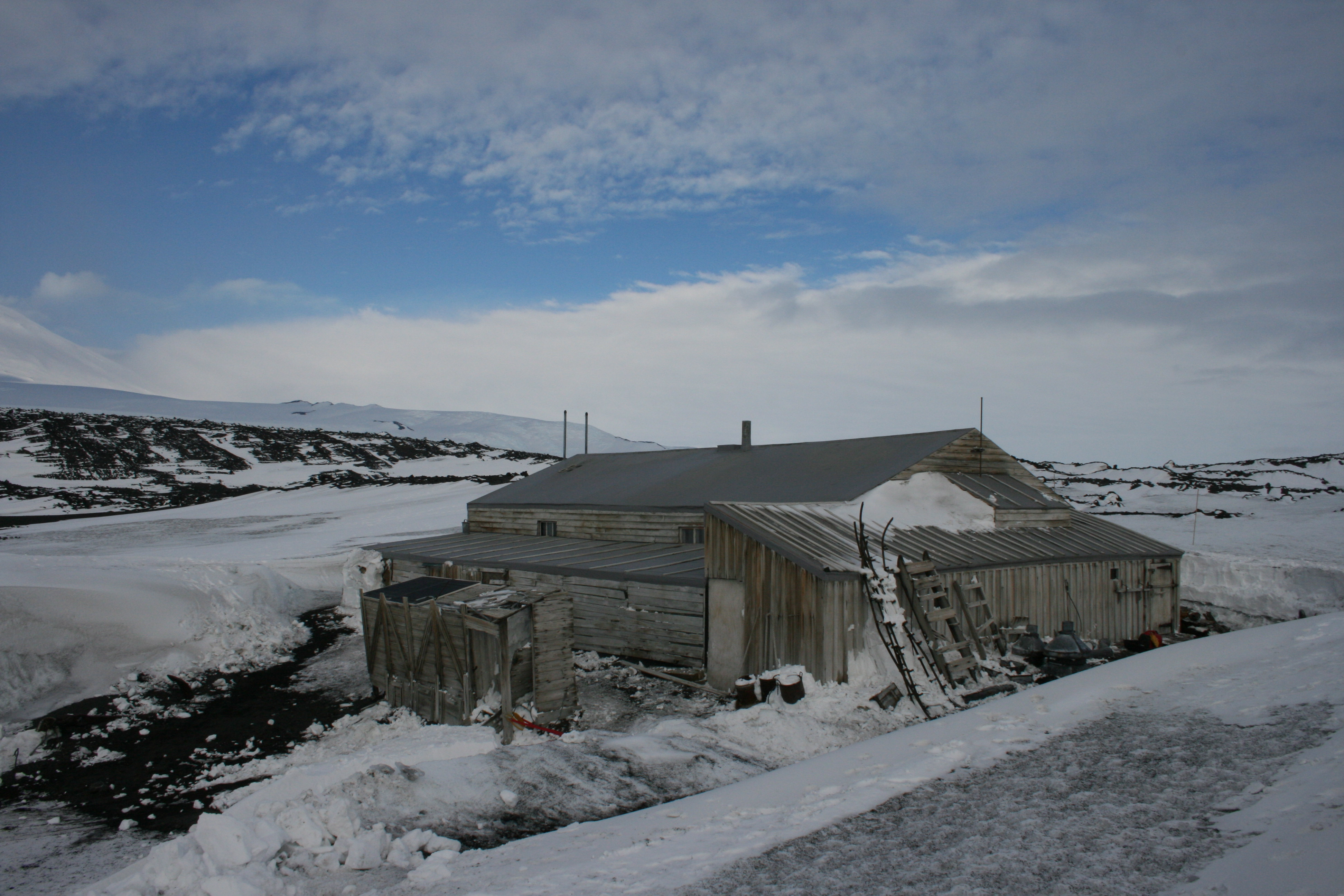
Scott kunyhója az Evans-foknál
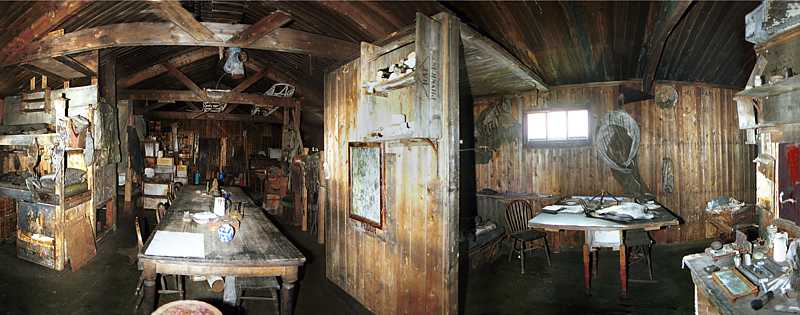
A kunyhó belseje (restaurált)

### Az utolsó hagyományos expedíciók

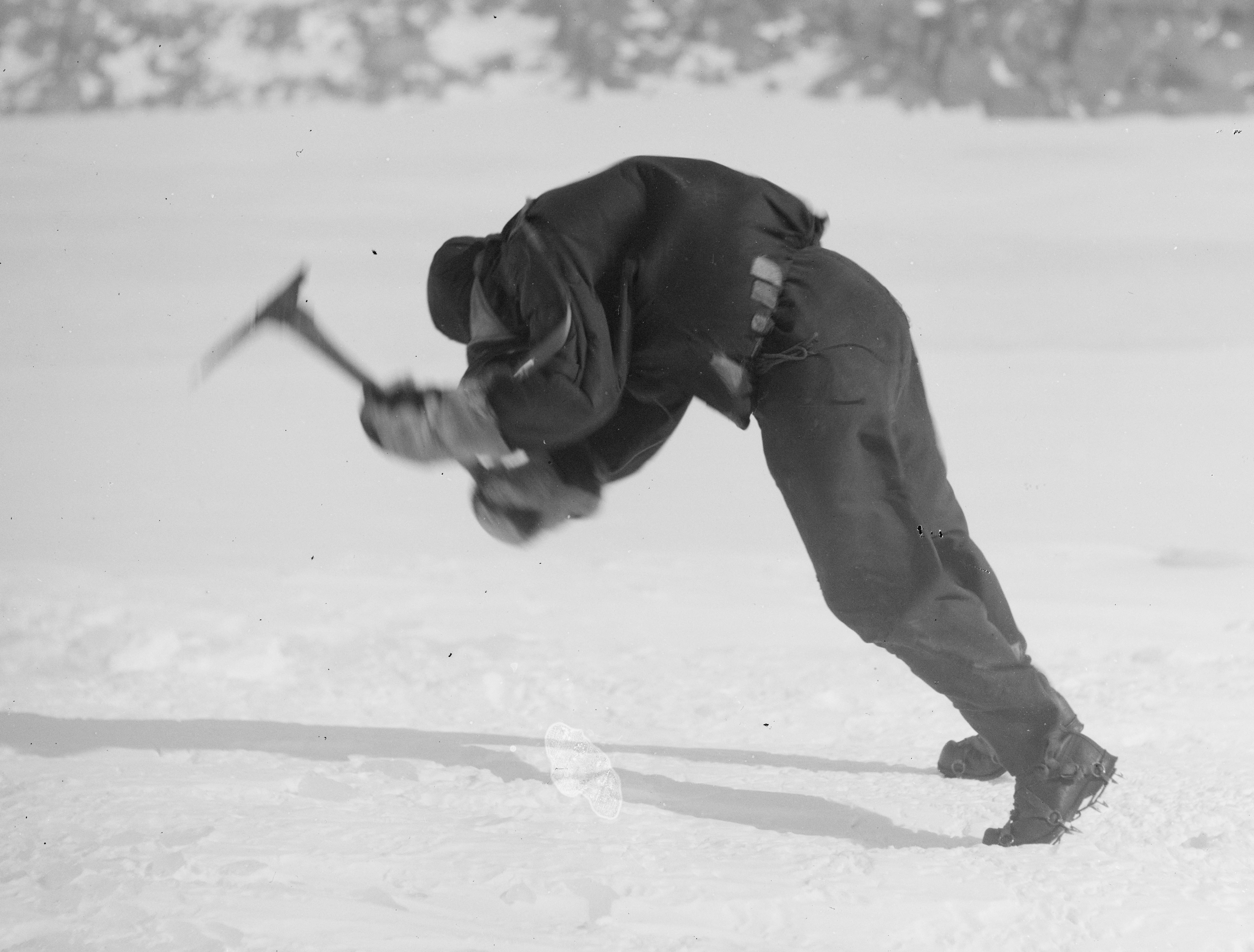
Douglas Mawson küzd a széllel az ausztrálázsiai antarktiszi expedíció idején. Frank Hurley felvétele

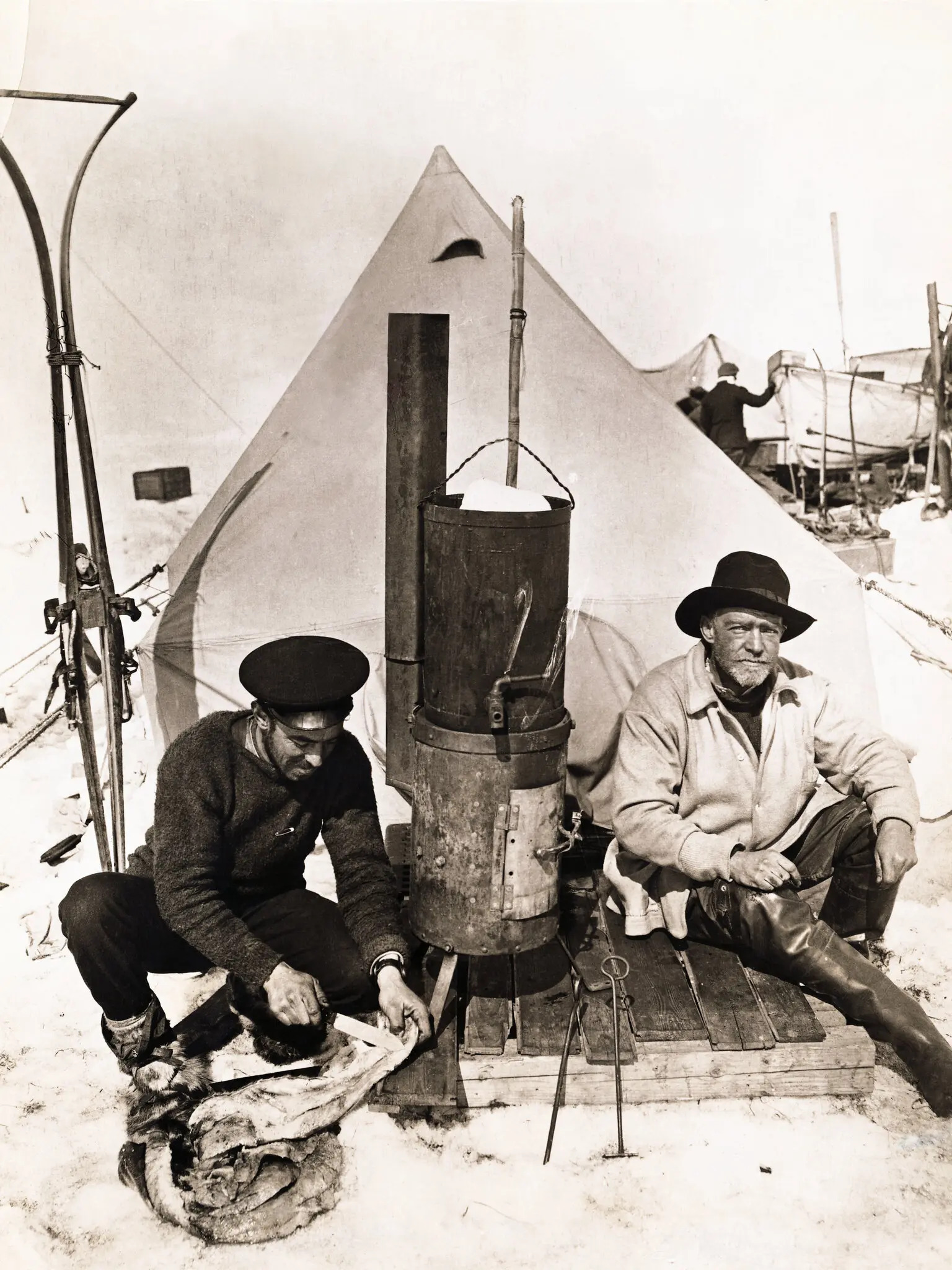
Ernest Shackleton (jobbra) és Frank Hurley a birodalmi transzantarktiszi expedíció idején, a sodródó jégtáblán ütött táborukban.

Ezekben az években a repülés felfedezése új távlatokat nyitott az Antarktisz kutatásában. De amíg a repülők eljutottak a kontinensre, még néhány kevésbé jelentős hagyományos, azaz csak hajóval és gyalogosan megtett expedíciót szerveztek.
Ezek egyike volt a japán antarktiszi expedíció, Japán első antarktiszi próbálkozása, Nobu Shirase vezetésével. Ugyanakkor jártak a Ross-tengeren, amikor a Fram a déli-sarkról visszatérő Amundsenéket várta. Wilhelm Filchner vezette a második német antarktiszi expedíciót 1911 és 1913 között, és felfedezték a Filchner-Ronne jégselfet. Az ausztrálázsiai antarktiszi expedíciót Douglas Mawson vezette 1911 és 1914 között. Az expedíció biológiai, meteorológiai és geológiai kutatásokat végzett, Mawsont az út után lovaggá ütötték.
A legnevezetesebb – bár a legkevésbé sikeres – ezen utolsó hagyományos expedíciók közül Ernest Shackleton birodalmi transzantarktiszi expedíciója volt 1914 és 1916 között. Shackleton grandiózus célt tűzött ki maga elé: a Weddell-tenger partján partra szállva elérni a Déli-sarkot, majd a Ross-tenger partjához gyalogolni, azaz a sark érintésével átszelni a kontinenst. A szokatlanul kemény nyár azonban meghiúsította a terveit, hajója, az Endurance belefagyott a jégbe, majd elsüllyedt. A legénységnek el kellett hagynia a hajót és hónapokig jégtáblán sodródtak az Antarktiszi-félsziget felé. A jégtábla olvadásakor a magukkal cipelt mentőcsónakokban 1 heti hajózás után kikötöttek az Elefánt-szigeten, ahol Shackleton és 5 társa újra tengerre szállt a legerősebb csónakon, hogy segítséget hozzon a Déli-Georgia-szigetekről. A segítséggel 5 hónap múlva ért vissza. A 2 évig tartó megpróbáltatásokat az expedíció minden tagja túlélte, nem így az expedíció másik hajójának személyzete, ahol hárman is életüket vesztették, köztük a parancsnok. A másik hajónak és személyzetének az lett volna a feladata, hogy mialatt Shackleton a Weddell-tenger felől közelíti meg a sarkot, addig ők a Ross-tengeri oldalon élelmiszer-raktárakat építsenek ki a sarkig.
1921-ben Shackleton újabb expedíciót szervezett, amelyre előző útjáról 8 fő elkísérte. Azonban útban a sarkvidékre, 1922 januárjában Shackleton elhunyt a Déli-Georgia-szigeteken. Az utat Frank Wild parancsnoksága alatt folytatták. Ez volt az utolsó jelentősebb út a repülőgépek antarktiszi térhódítása előtt.

### Felderítés repülőgépekkel

#### Az első déli-sarki repülés

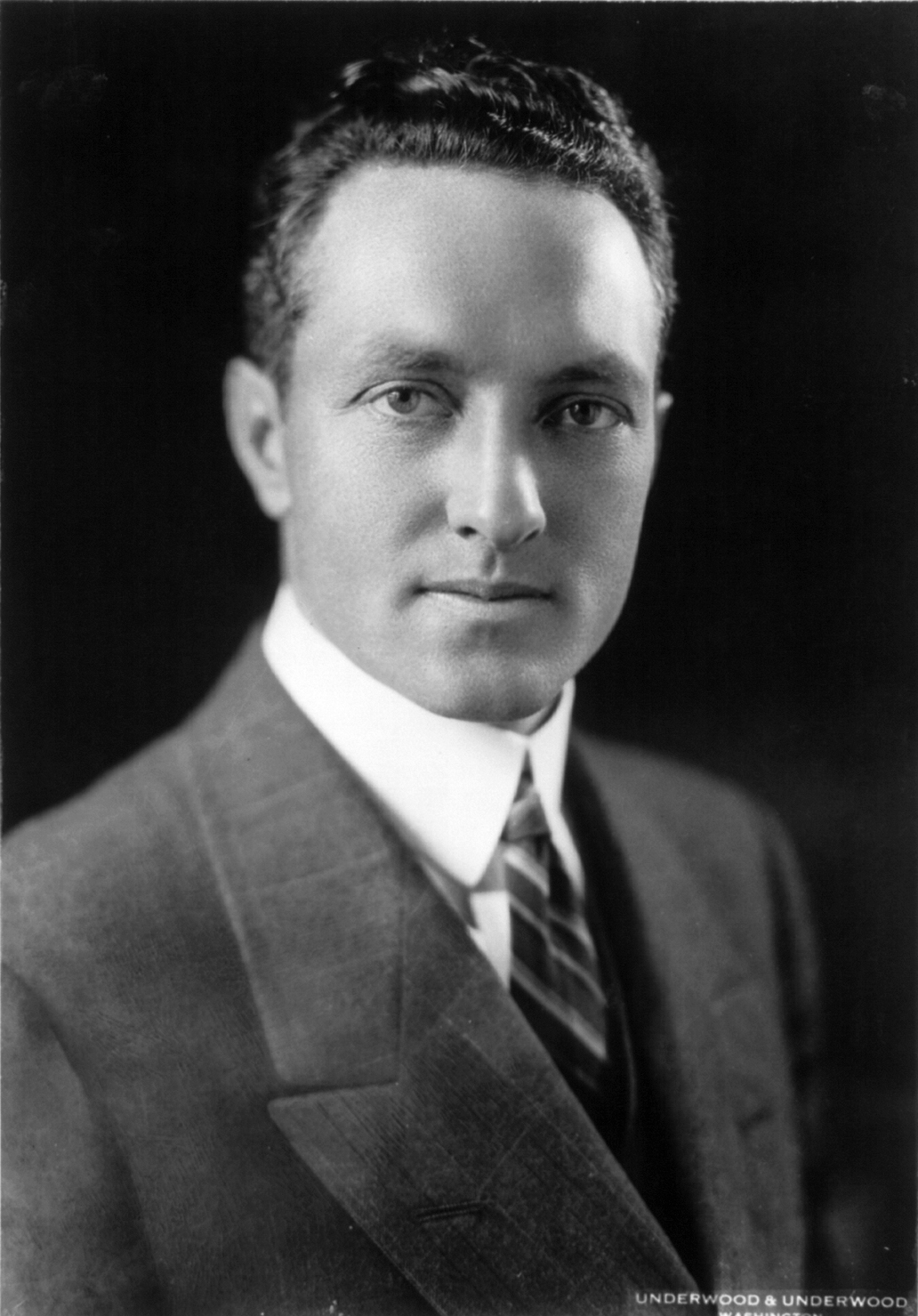
Richard E. Byrd 1928-ban

A Déli-sark meghódítása után a kutatás már egyre inkább modern technikai eszközök segítségével történt. Az egyik első utat Hubert Wilkins tette meg, aki kezdetben az Északi-sark körzetében szerzett gyakorlatot. 1928 decemberében a Graham-földtől délkeletre repült, és úgy vélte, hogy az Antarktisz egy új részét fedezte fel, és megállapította – de helytelenül –, hogy a Graham-föld szigetcsoport.
Az Antarktisz-kutatás modern korszakát Richard Byrd amerikai tiszt első, 1928-29-ben történt repülésétől számítják. Byrd 4 repülőgépből álló flottájával a Bálna-öbölnél megszervezte a Little America bázist, és felfedezte a Roosevelt-szigetet. Előbb szánokkal végzett átkelést a Maud királyné-hegységhez, majd 1929. november 28-29-én Stars and Stripes nevű, Fairchild FC-2 típusú gépével sikeres utat tett a Déli-sarkra, és onnan vissza is tért. Ezután még a repülőgépek segítségével felfedezték a Marie Byrd-földet.

#### Mawson második expedíciója
Douglas Mawson Scott Discovery-jével és repülőgépekkel indult második expedíciójára. 2 nyarat töltöttek el azzal, hogy felkutatták a partvidéket az Enderby-földtől a Ross-tengernél lévő Déli-Viktória-földig az 50°-tól a 170°-ig, a keleti hosszúságon. Részletes térképet készítettek az Indiai-óceán felőli partszakaszról, a 26° és a 82° között, és mintegy 2000 légifotót készítettek a 80 ezer km²-es területről. Felfedezték és feltérképezték a MacRobertson-földet, az V. György király-part nyugati részét, és a Sabrina-partot, amely a 110-120° keleti hosszúság között található. Ez az expedíció bebizonyította, hogy az Indiai-óceántól délre, a II. Vilmos-földtől a Déli-Viktória-földig összefüggő szárazföld terül el.

#### Norvég utak
1929 és 1935 között a norvégok tettek több felfedező utat. az 1929 és 1931 közötti két nyáron Hjalmar Riiser-Larsen a Norge bálnavadászhajóval érkezett a kontinens partjához, és megkezdte az Enderby-földtől nyugatra lévő Maud királyné-föld feltérképezését majd – még a Weddell-tenger elérése előtt – felfedezte a Márta hercegnő-partot. A második nyáron, miután megkerülte az egész Antarktiszt, az Indiai-óceán felől felfedezte a Ragnhild hercegnő-partot. Később kiderült, hogy mindkét hercegnőkről elnevezett part a Maud királyné-föld egy-egy része, az egyik keletről, a másik nyugatról.
1933-34-ben a Torshaven tartályhajó Lars Kristenssen parancsnoksága alatt a II. Vilmos-földtől nyugatra felfedezte a Leopold- és Astrid-partot, majd még nyugatabbra az Ingrid Kristenssen- és a Lars Kristenssen-partot. A hajó kb. 450 km-t tett meg a part mentén, ennek mintegy 100 km-es szakasza nyáron teljesen hó- és jégmentes volt. Ezzel az úttal bebizonyították, hogy az Indiai-óceán mentén a Jóreménység foka és Tasmania Délkeleti-foka között összefüggő szárazföld húzódik az Antarktiszon.

#### Ellsworth, Rymill és Byrd újabb útja

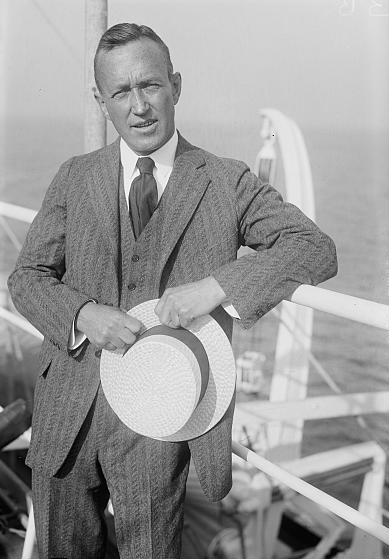
Lincoln Ellsworth

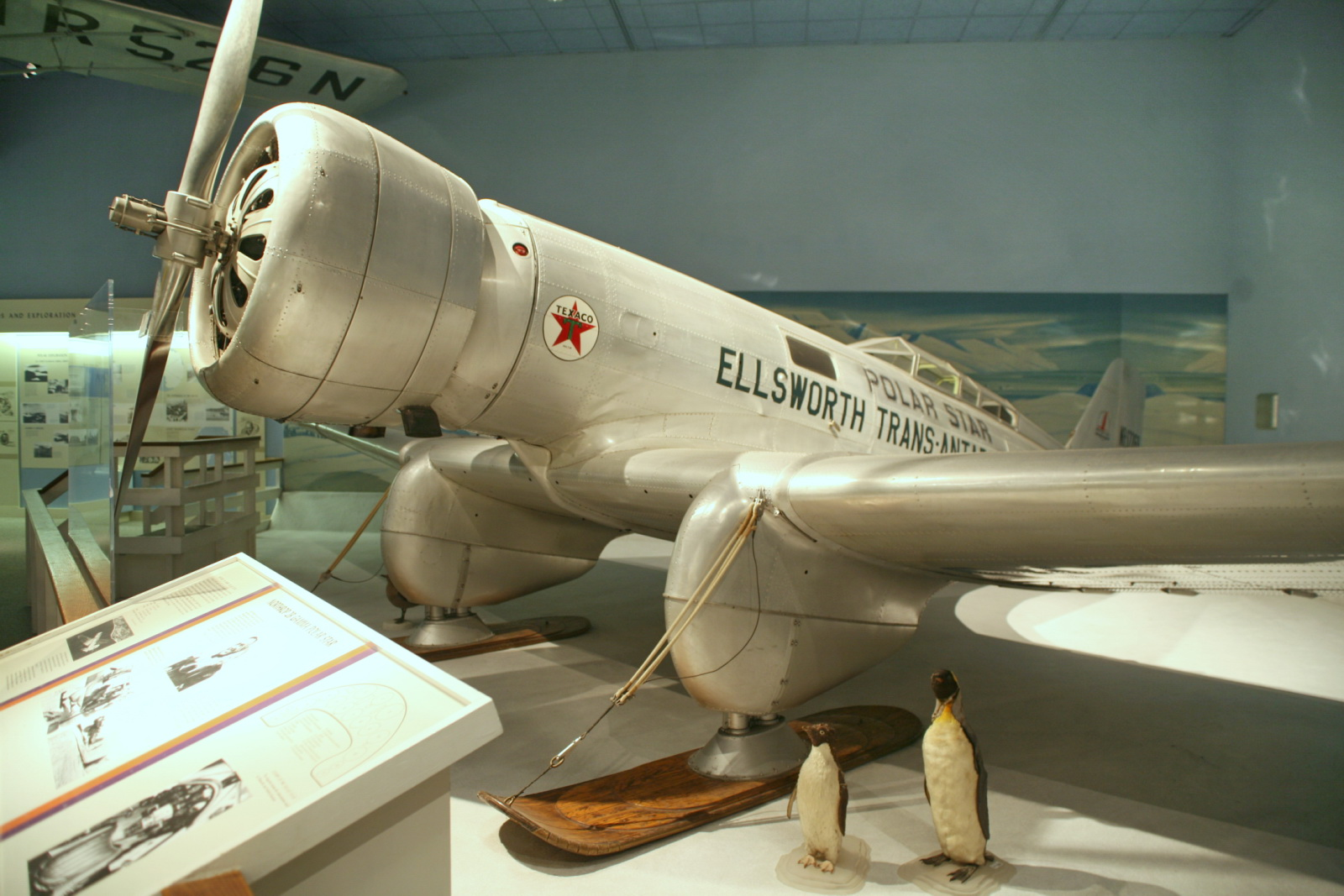
A Polar Star

Byrd második expedíciója 1933 és 1936 között zajlott. A támaszpont a kibővített Little America lett, ettől 200 km-rel délebbre meteorológiai állomást állítottak fel, ahol Byrd teljesen egyedül töltött el néhány hónapot, végig krónikus szén-monoxid-mérgezéssel küszködve. Az 1934-35-ös nyáron számos repülést végeztek a Ross-tenger és a Weddell-tenger között, ezek során kb. félmillió négyzetkilométer olyan területet térképeztek fel, ami addig még nem volt kutatva. A repülésekkel arra a következtetésre jutottak, hogy a Weddell-tenger és a Ross-tenger között nincs tengerszoros, következésképpen az Antarktisz egységes kontinens. A továbbiakban a Marie Byrd-föld kutatására összpontosítottak, ahol felfedezték az Antarktisz legmagasabb hegycsúcsát, a Vinson Massifet. Ugyancsak ezen a területen található az Antarktisz legalacsonyabb pontja.
A korszak másik jelentős repülője az amerikai Lincoln Ellsworth volt, elsőként tette meg az utat a Ross- és a Weddell-tenger között, azaz átszelte a kontinenst. 1935-ben a Dundy-szigeten szállt partra, ahol előbb két sikertelen kísérletet tettek, majd pilótatársával, Herbert Hollick-Kenyonnal 1935. november 23 és december 5. között a Polar Star nevű, Northrop Gamma típusú repülőgépével a Little Americától 25 km-re délre lévő pontig repült, ezalatt négyszer szálltak le és csillagászati megfigyeléseket végeztek. Ezen 12 napos út alatt fedezték fel az Eternity-hegységet, és egy fennsíkot, amely a déli szélesség 80. fokától északra, és a nyugati hosszúság 80-10. foka között terül el, az apja tiszteletére Ellsworth-földnek nevezte el. Továbbrepülve a 115. nyugati hosszúságig húzódó fennsíkot fedeztek fel, mely a pilótatársáról a Hollick-Kenyon magasföld nevet kapta. A gép utolsó leszállására üzemanyaghiány miatt került sor. A leszállás helyén 4 napot pihentek, majd további 9 nap alatt jutottak el Little Americáig. December 15-én, megérkezvén, azt tapasztalták, hogy a támaszpont már üres, a két pilóta egy hónapot töltött itt egyedül, amíg meg nem érkezett az értük küldött repülőgép.
1934 és 1937 között a John Rymill vezette brit graham-földi expedíció megerősítette és ki is bővítette Ellsworth megfigyeléseit. Ez az expedíció végérvényesen bebizonyította, hogy az Antarktiszi-félsziget a kontinens észak felé legmesszebb kinyúló félszigete, amely az Atlanti- és a Csendes-óceán (illetve a Weddell-tenger és a Bellingshausen-tenger) között fekszik. A megfigyelések alapján az I. Sándor-föld sokkal nagyobbnak bizonyult, mint gondolták és az is kiderült, hogy a kontinenstől egy szoros választja el, tehát sziget.

#### Byrd utolsó expedíciói
1923-ban megalapították a Discovery Bizottságot, amely rendszeres expedíciókat küldött az úgynevezett angol-övezetbe, a Falkland-szigetek térségébe, és ott oceanográfiai munkát végeztek. Az akkor már náci Németország 1938-39-ben végzett nagyszabású, ám titkos légi térképezési munkát Göring parancsára a 69°-75° szélességek, és a 10° nyugati és 20° keleti hosszúságok közötti területekről, amikre az igényüket is bejelentették. A II. világháború alatt, 1941. január 14-én egy német hajó – ártalmatlan hajónak álcázva magát – egy lövés nélkül elfoglalta majdnem a teljes norvég bálnavadász-flottát a Déli-Sandwich-szigetek és a Bouvet-sziget között.
A legnagyobb légi felderítő munkát Byrd utolsó expedíciói végezték. Harmadik expedícióját 1939 és 1941 között vezette, ennek során csoportját két részre osztotta. Az egyik a Little America bázisról, a másik Bellingshausen-tengernél szervezett, az előbbitől mintegy 3000 kilométerre fekvő másik bázisról indult. Kutyaszánokkal és repülőgépekkel kutatták át ismét a Weddell- és a Ross-tenger közötti részeket, és több hegységet is felfedeztek a Marie Byrd-földön és a part mentén.
A háború után, 1946–47-ben indította Byrd utolsó, legnagyobb szabású expedícióját. A vállalkozás neve Highjump (Nagy ugrás) volt. 12 hajó, köztük jégtörők és repülőgép-anyahajók vettek részt a vállalkozásban, rajtuk több mint 4000 főnyi személyzettel. Miután megérkeztek a kontinensre, három részre oszlottak, az egyik csoport Little Americáról, a második attól nyugatra, a harmadik keletre indult. Byrd másodszor is elrepült a Déli-sarkra, és azon túl felfedezett egy 4600 méteres hegységet. Javították a Wilkes-föld térképét, és attól délnyugatra, a 70. és 80. keleti hosszúság között felfedezték az Amerikai-fennsíkot. Átkutatták a csendes-óceáni partszakaszt éppúgy, mint az indiai-óceáni partszakasz 1000 kilométerét az Enderby-föld és a Maud királyné földje között. Összesen 8000 kilométernyi partszakaszt és 900 ezer km²-nyi területet térképeztek fel, miáltal kirajzolódott a kontinens alakja. A következő évben egy kisebb, követő expedíciót indítottak, melyet a benne részt vevő nagyszámú helikopter miatt Windmill-műveletnek neveztek el. Ez az expedíció térképezte fel részletesen a Highjump-művelet során kijelölt legfontosabb területeket.

### Az első kutatóállomások

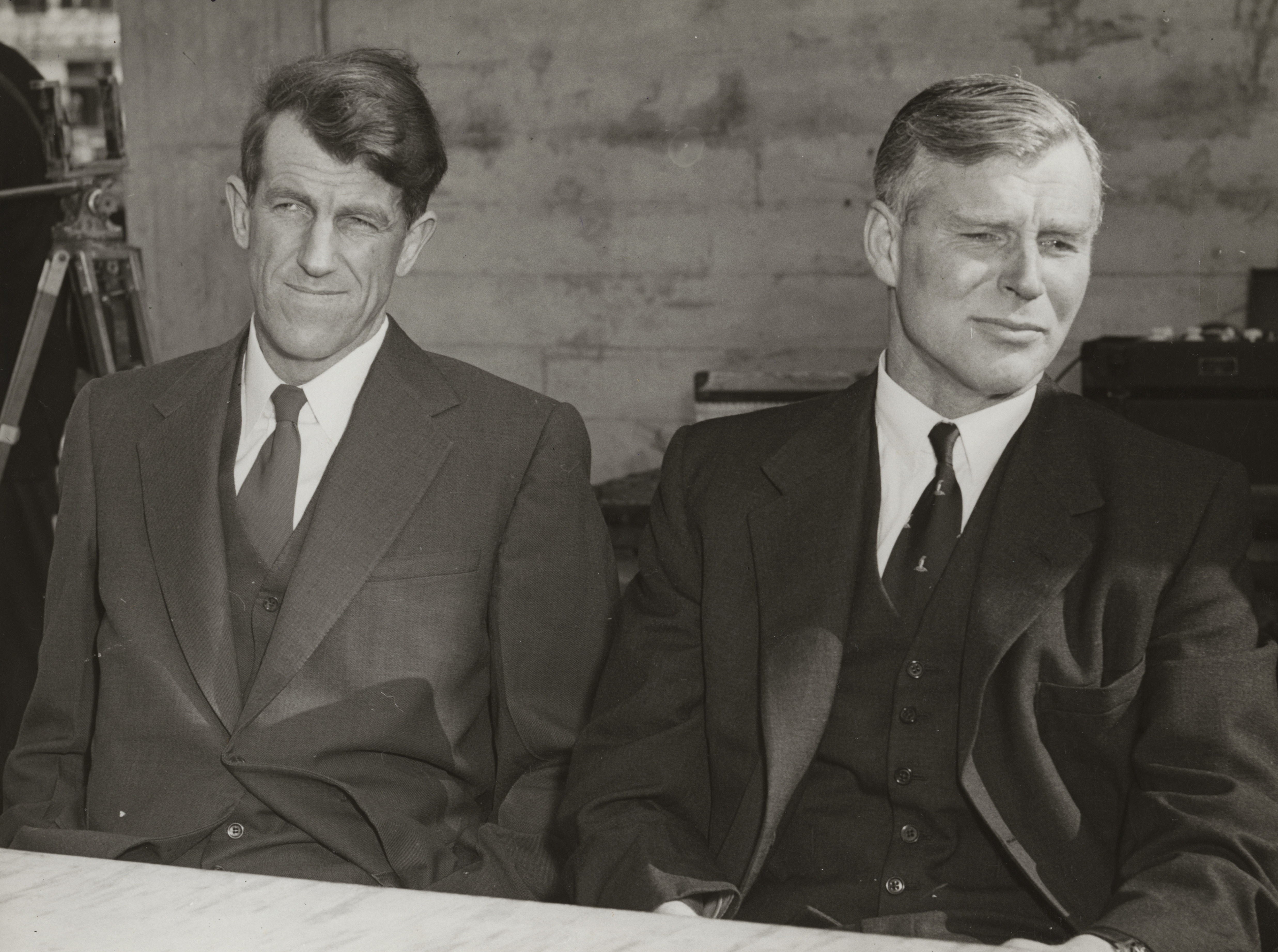
Edmund Hillary és Vivian Fuchs

Az 1950-es években kezdtek kiépülni az első egész évben működő kutatóállomások.
A nemzetközi kutatás korszaka az 1949-52-ben szervezett közös norvég-brit-svéd expedícióval kezdődött. Felállították a nyáron működő Maudheim állomást, ahonnét kiindulva szárazföldi és légi felderítőutakat szerveztek, feltárták a Maud királyné földet, és jelentős információkat nyertek a jégtakaró alatti felszínről. Fontos meteorológiai, gleccsertani, geológiai megfigyeléseket végeztek, feltártak 1000 km partszakaszt és 500 000 km² területet. Ugyanekkor az Adélie-földön francia kutatóállomás létesült a pingvinek tanulmányozására.
1954-ben épült meg Philip Garth Law és az Ausztrál Nemzeti Antarktisz-kutató Expedíciók (ANARE) szervezésével a Mawson kutatóállomás kelet-Antarktiszon, mely az első volt az egész évben működő állomások között. 1956-ban, az első szovjet antarktiszi expedíció alapította meg a Szovjetunió első kutatóállomását, a Mirnijt.

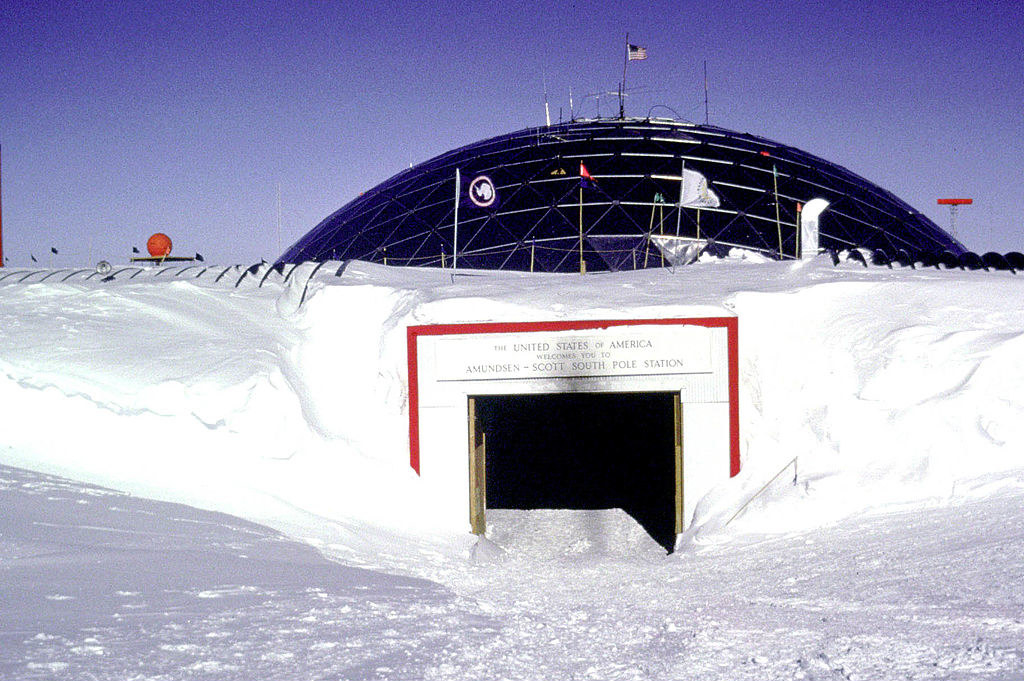
1975 és 2003 között az Amundsen-Scott kutatóállomás a Dome-nak nevezett épületben foglalt helyet.

A Maudheim-i expedíció vetette meg az alapjait az 1957-58-as nemzetközi geofizikai év kutatási programjának. Ennek során 12 ország indított expedíciót az Antarktiszra, és mintegy 40 kutatóállomást szereltek fel magán a kontinensen, köztük a földrajzi Déli-sarkon az amerikai Amundsen–Scott kutatóállomást, valamint az akkori mágneses déli-sarkon elhelyezkedő orosz Vosztok kutatóállomást, és további 20 állomást a környező szubantarktikus szigeteken. A program keretében expedíciót szerveztek a kontinens szárazföldi átszelésére is. A csoport Vivian Fuchs és Edmund Hillary vezetésével indult a Weddell-tengertől, és a Déli-sark érintésével a Ross-szigeten létesített Scott bázisra jutottak el.
A kontinens legszélesebb keleti felének átszelését oroszok hajtották végre, akik 1959. november 6-án indultak a Komszomolszkaja állomásról lánctalpas járművekkel, és 1838 km megtétele után 1959. december 26-án érkeztek meg a Déli-sarkra, az Amundsen-Scott kutatóállomásra. A traktorexpedíciónak is nevezett út során pontosan felmérték a jég vastagságát.

### Az Antarktisz-egyezmény

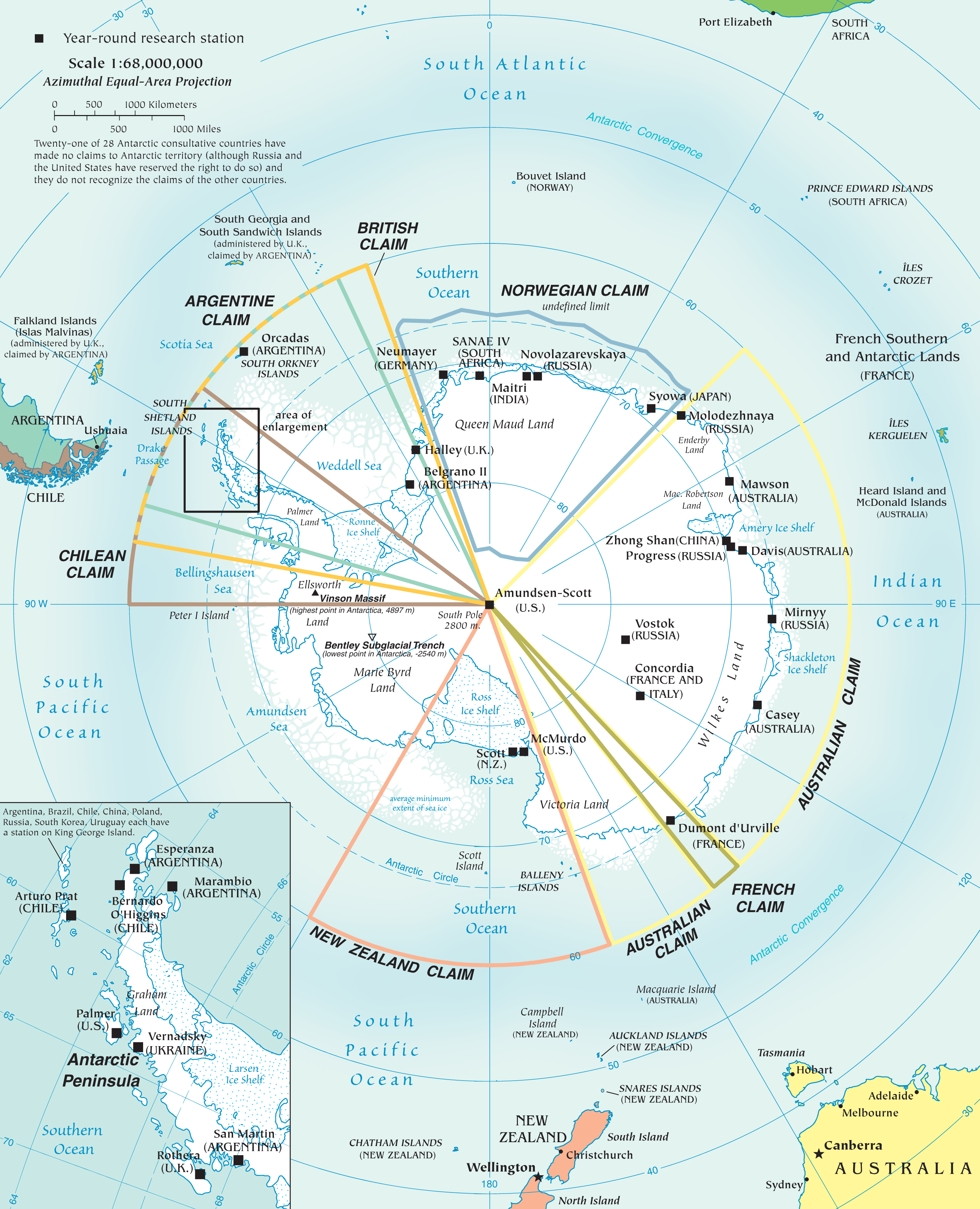
Területi igények és a kutatóállomások (2002)

1957-ben állították fel az Antarktisz Kutató Szakbizottságot 12 ország tudósainak közreműködésével. Feladata az volt, hogy koordinálja az országok Antarktisz-kutató tevékenységét. Egyeztették az egyes nemzetek programjait, szabványosították a műszereket, és megegyezés született az információk és kutatók rendszeres egymás közti cseréjéről is. Ez a tudományos együttműködés vezetett az 1959-ben Washingtonban megtartott nemzetközi Antarktisz-konferenciához, ahol ezen 12 ország megkötötte az Antarktisz-egyezményt, amely kimondja, hogy a 60° déli szélességtől délre lévő valamennyi antarktikus területet csak békés célra lehet felhasználni. Katonailag le kell szerelni valamennyi kutatóállomást, tilos nukleáris robbantásokat végrehajtani és radioaktív szemetet lerakni. Az egyezmény kimondja, hogy az Antarktiszon bármely ország végezhet békés kutatómunkát, de ugyanakkor nem követeli meg, hogy az egyes nemzetek lemondjanak a területi igényeikről. Az egyezményhez később más országok is csatlakoztak, így Magyarország is.
1991-ben egy jegyzőkönyvvel egészítették ki, mely 50 évre megtiltotta az olaj és egyéb ásványkincsek feltárását, és szabályozta az Antarktisz természeti környezetének a védelmét is. A jegyzőkönyv 1998-ban lépett életbe.

### Területi igények
Már 1908-tól kezdődően a kontinens kutatásában rész vevő országok sorra igényt formáltak az Antarktisz egy-egy darabjára. 1942-ig 7 ország (Argentína, Ausztrália, Chile, Franciaország, Új-Zéland, Norvégia és az Egyesült Királyság) jelentette be ezen igényeit, de az Antarktisz-egyezmény értelmében egyik igényt sem fogadják el valósnak. Ugyanakkor több ország, köztük az Egyesült Államok és Oroszország, bár nem jelentettek be formális igényt a kontinensre, mégis fenntartják a jogot, hogy a jövőben ilyen igénnyel élhessenek.

#### Letelepítési kísérletek
A területi igények el nem ismertsége ellenére egyes országok a legkülönfélébb módon igyekeznek a maguk számára biztosítani az Antarktisz feletti jövőbeni jogok egy-egy részét. Így Chile és Argentína megpróbálkoztak azzal, hogy családokat próbáltak letelepíteni az Antarktiszi-félszigeten, illetve lehetővé tették, hogy az argentin Esperanza kutatóállomás akkori vezetőjének felesége az állomáson szülje meg gyerekét, így 1978-ban Emilio Palma lett az első ember, aki a kontinensen született.

### Nők az Antarktiszon

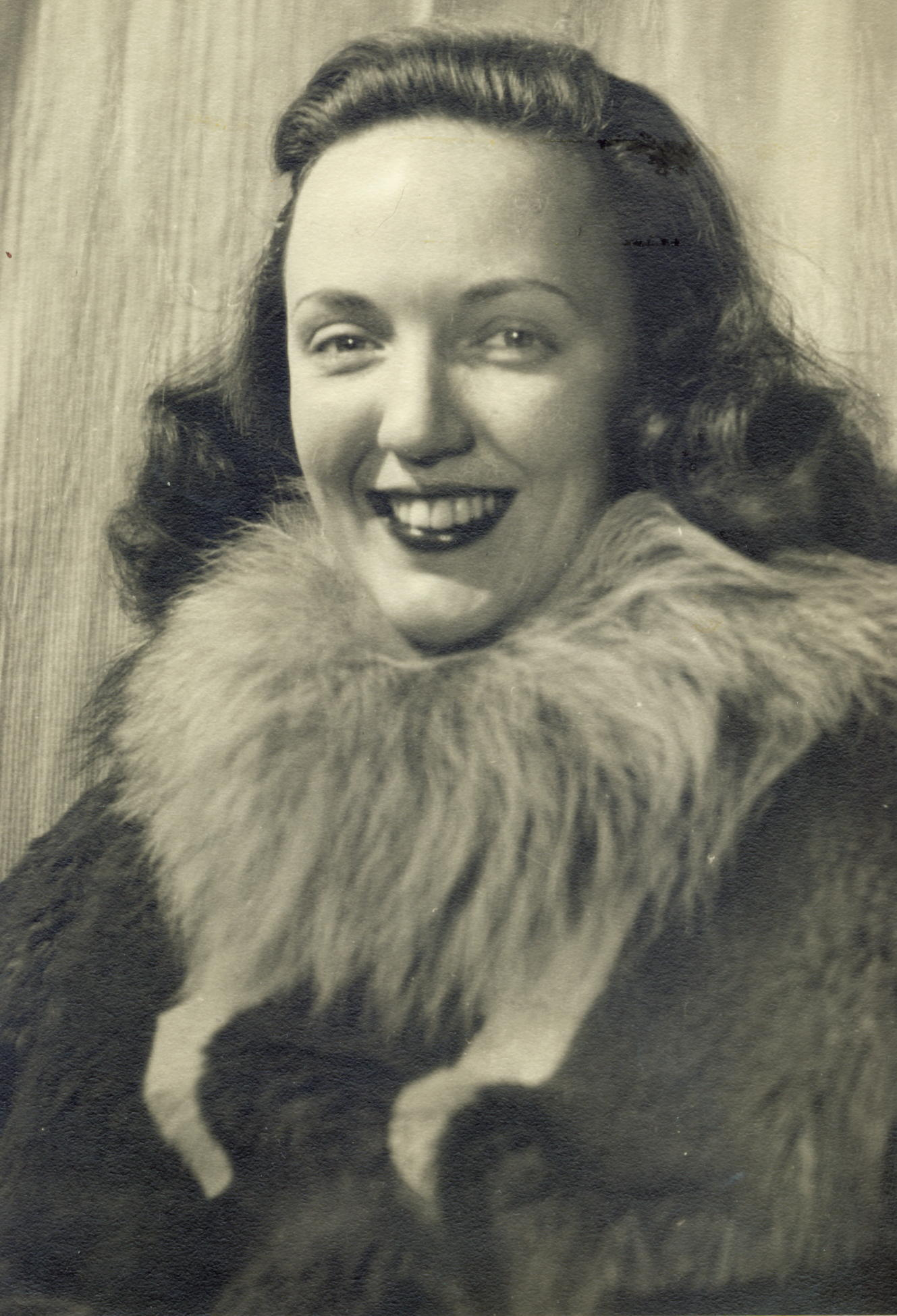
Edith Ronne, Finn Ronne felesége, az első nő (Jennie Darlingtonnal), aki áttelelt az Antarktiszon, 1947-ben

Az első nő, aki Antarktiszra ment, a norvég Caroline Mikkelsen volt, aki 1935. február 20-án lépett a kontinensre a Vestfold Hillsnél. Férjével érkezett, aki egy bálnavadászhajó kapitánya volt. Ezután több évtizeden keresztül a nőket nem támogatták abban, hogy munkát vállaljanak az Antarktiszon, sem mint technikai személyzet, sem mint kutatók. A tiltásnak többféle indoka volt: a nők nem elég erősek a fizikai nehézségek elviselésére, szexuális frusztrációkat okozhat a jelenlétük, de az indokok között szerepelt a megfelelő, szeparált mellékhelyiségek hiánya is. Az első nők, akik átteleltek az Antarktiszon 1947-ben Edith „Jackie” Ronne és Jennie Darlington voltak, akik férjeikkel töltöttek el egy évet a Stonington-szigeten a Ronne-expedíció alatt. Eredetileg csak Valparaisóig akarták elkísérni az expedíciót, de Finn Ronne rábírta a feleségét, hogy tartson vele az expedíció teljes idejére és segítsen újságcikkeket írni. Jennie Darlington szintén velük tartott, és 1957-ben könyvben írta meg tapasztalatait Az antarktiszi nászutam címmel. Kettejük után 27 évig egyetlen nő sem telelt az Antarktiszon.
A Déli-sarkot nőként először két légiutas-kísérő, Patricia Hepinstall és Ruth Kelly látta a magasból, akik az első antarktiszi kereskedelmi repülés során teljesítettek szolgálatot a Pan Am egyik járatának fedélzetén, ami Christchurchből tartott a McMurdo kutatóállomásra 1957. október 15-én.
Az első kutatónő, aki a kontinensen végzett munkát az orosz Maria Klenova volt, aki mint geológus dolgozott az antarktiszi nyár egy részében az orosz Mirnij kutatóállomáson 1956-ban. 1968–69-ben négy argentin kutatónő végzett hidrográfiai kutatásokat az Antarktiszi-félsziget környékén. 1969-ben az USA engedélyezte, hogy nők is részt vehessenek az antarktiszi kutatóprogramokban. Már abban az évben érkezetek nők egy Egyesült Államokból és Új-Zéland is küldött egy biológusnőt. 1969. november 11-én érkezett meg az első nő a déli-sarkra az amerikai tengerészet repülőgépén, és eltöltött ott néhány órát, mielőtt visszarepültek McMurdora. Ezen az úton egy detroiti újság riportere is részt vett.
1974-ben Mary Alice McWhinnie már a McMurdo vezető kutatója volt, összesen pedig majdnem egy évtizedet töltött kutatómunkával az kontinens körüli tengereken. Ő és társa, Mary Odile Cahoon nővér voltak az elsők a Ronne-expedíció óta, akik átteleltek a kontinensen a McMurdo állomáson. Mary nővér később az 1981-ben kiadott The New Explorers: Women in Antarctica (Az új felfedezők: Nők az Antarktiszon) című könyvben azt állította, hogy az amerikai tengerészet és a Nemzeti Tudományos Alap jobbnak látta, ha előbb "vénlányok" tesztelik a szituációt. Az első nő, aki a déli-sarkon telelt át, Michele Eileen Raney volt 1979-ben, aki ráadásul az egyetlen nő volt azon a télen az Amundsen–Scott kutatóállomáson.
A nők egyre jelentősebb szerepet játszottak a kutatóállomások életében, 1989-ben az ausztrál Mawson kutatóállomásnak már női vezetője volt Diana Patterson személyében. 1990-ben már a német Georg von Neumayer kutatóállomásnak csak nőkből álló személyzete volt, akik át is teleltek ott, a vezetőjük Monica Puskeppeleit volt. A többi nemzet később küldött csak nőket a kontinensre. Így japán és dél-afrikai nő először 1997-ben telelt ott. Kína 2000-ben engedte meg két nőnek, hogy átteleljenek a Chang Cheng kutatóállomáson, ugyanebben az évben a Maitri kutatóállomáson pedig egy női orvos volt az első indiai nő, aki áttelelt.

### Turizmus az Antarktiszon

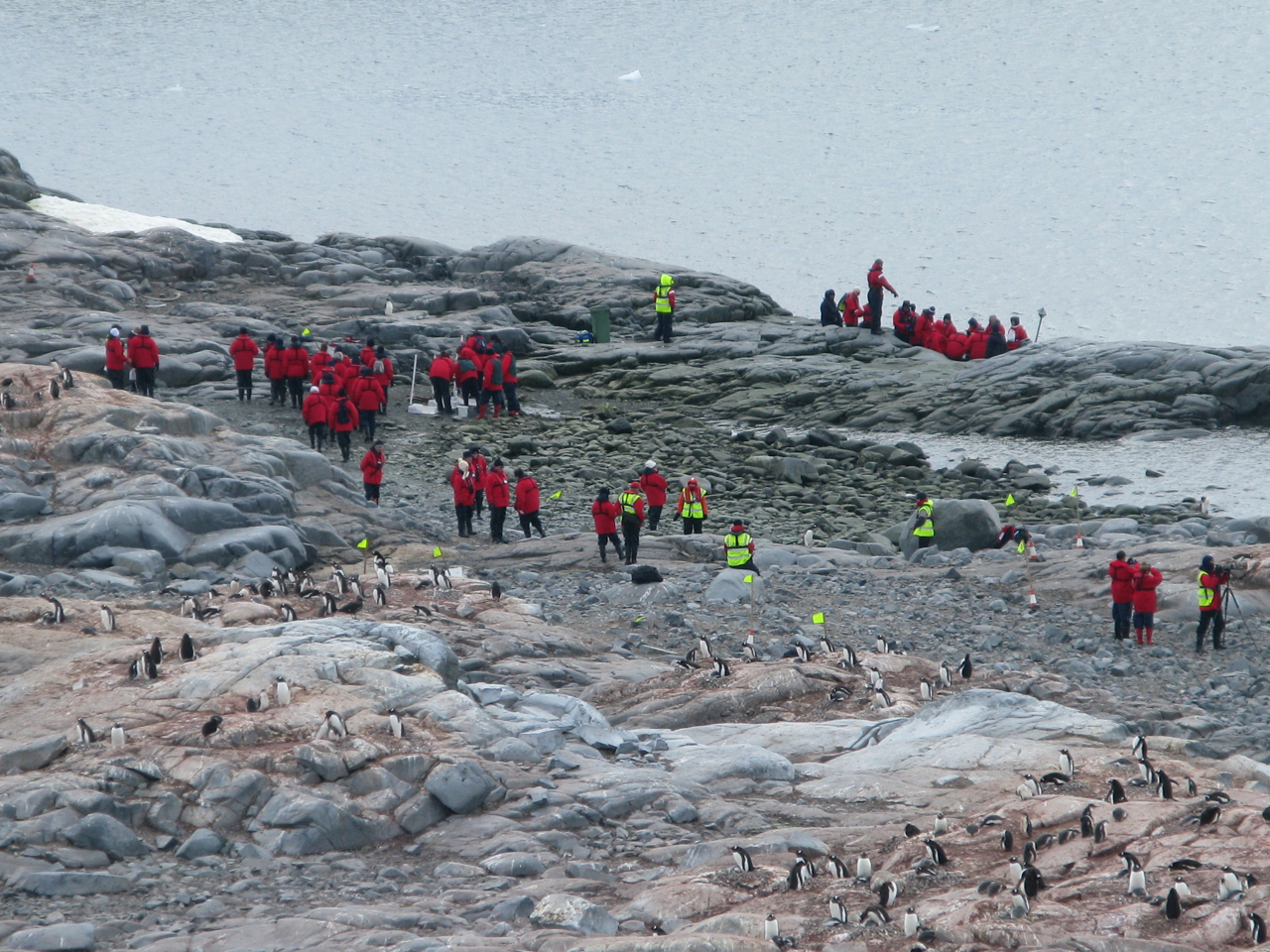
Turisták a Cuverville-szigeten, pingvinek között

Az Antarktiszon már az 1950-es évektől beszélhetünk turizmusról. A kontinenst előbb hajókkal majd az 1970-es évektől repülőgépekkel is fel lehet keresni. A turistautakat utazási irodák és légitársaságok szervezik. A közelség miatt a legtöbb turista a dél-amerikai partok felől közelíti meg Antarktiszt. Bár az Antarktiszra való utazás egyre biztonságosabb, a kontinens gyorsan változó időjárása és az egyébként is mostoha körülmények miatt veszélyessé is válhat. Az antarktiszi turizmus történetének legnagyobb tragédiája az volt, amikor 1979 novemberében egy McDonnell Douglas DC–10 típusú repülőgép az Erebus vulkánnak ütközött, és a 237 utas és 20 fős személyzet meghalt.

### Újabb felfedezések

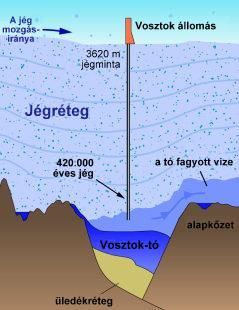
A Vosztok-tó helyzete a jég alatt

A 20. század végére a kontinensen nem sok felfedeznivaló maradt. A modern hajók, repülők és műholdak segítségével a kontinens minden szegletét feltérképezték, így a figyelem a sarkvidéket borító jégre terelődött, ami alatt már több mint 400 tavat fedeztek fel, köztük egyik elsőként az 1994-ben felfedezett Vosztok-tóval.

## 21. század
A 21. században fontos kérdés a jégtáblák olvadása a globális felmelegedés következtében.

## Külső hivatkozások
- Polar Conversation Organisation: History of Antarctica Hozzáférés: 2013. december 31.
- Antarctic Heritage Trust
- Surveying Antarctica, 1957
- Big Dead Place

## Ajánlott irodalom
- Rockenbauer Pál: Csipetnyi Antarktisz, Táncsics Könyvkiadó Budapest, 1970
- Vécsey Zoltán: A titokzatos Déli-sark, Móra Ferenc kiadó, Budapest, 1957.
- Ivanov, L. General Geography and History of Livingston Island. In: Bulgarian Antarctic Research: A Synthesis. Eds. C. Pimpirev and N. Chipev. Sofia: St. Kliment Ohridski University Press, 2015. pp. 17–28. ISBN 978-954-07-3939-7